# 訃報 2025年2月
訃報 2025年2月（ふほう 2025ねん2がつ）においては、2025年2月の物故者（メディアによる報道並びに関係する機関もしくは団体・法人等から伝達・告知が実施された人物を含む）についてまとめるものとする。

## 1日 - 15日

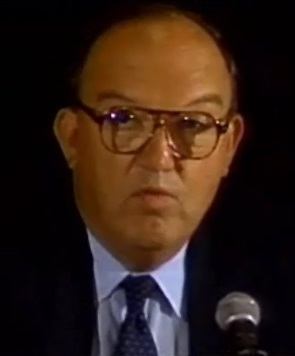
フェイ・ヴィンセント／2月1日没

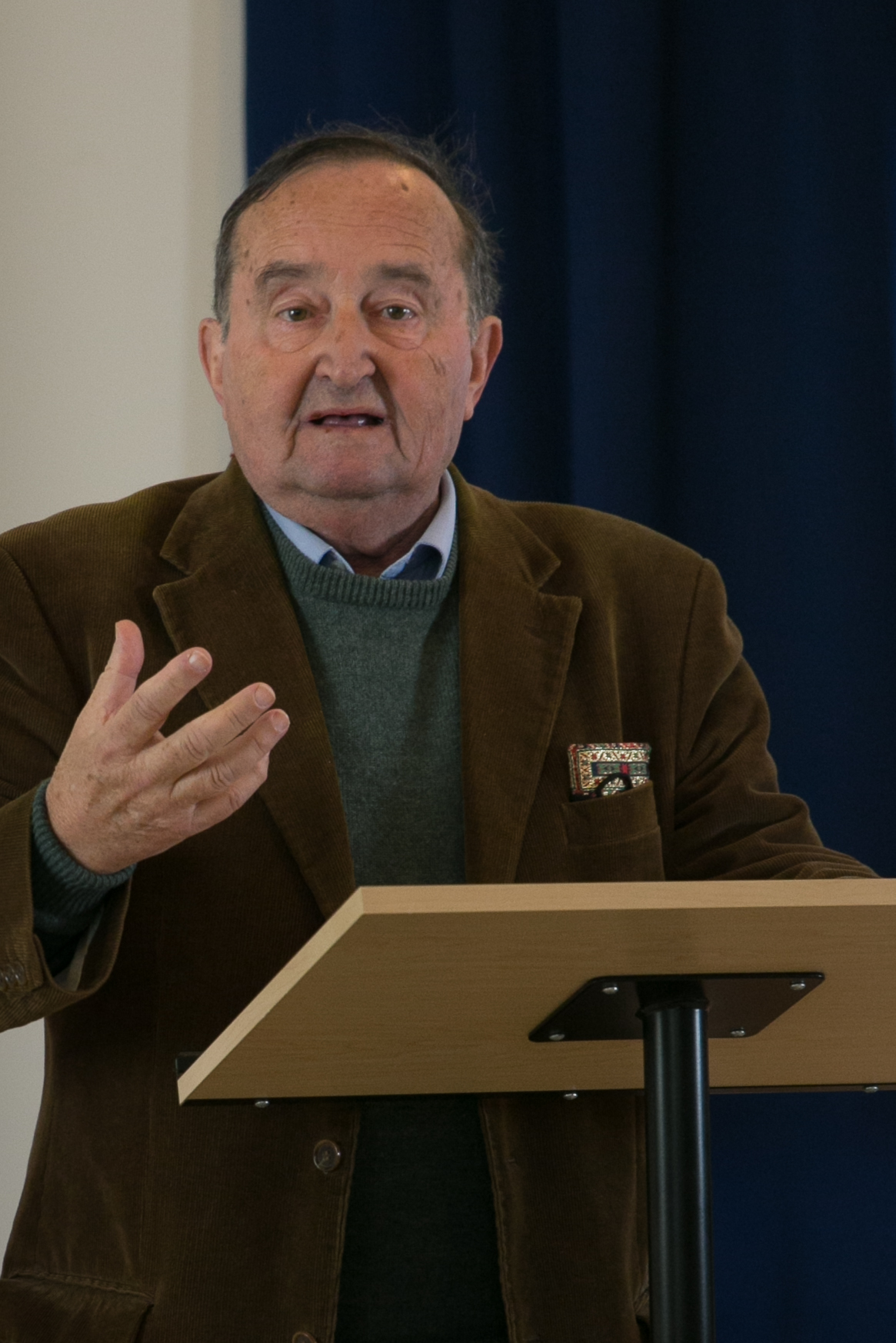
レナート・コルセッティ／2月1日没

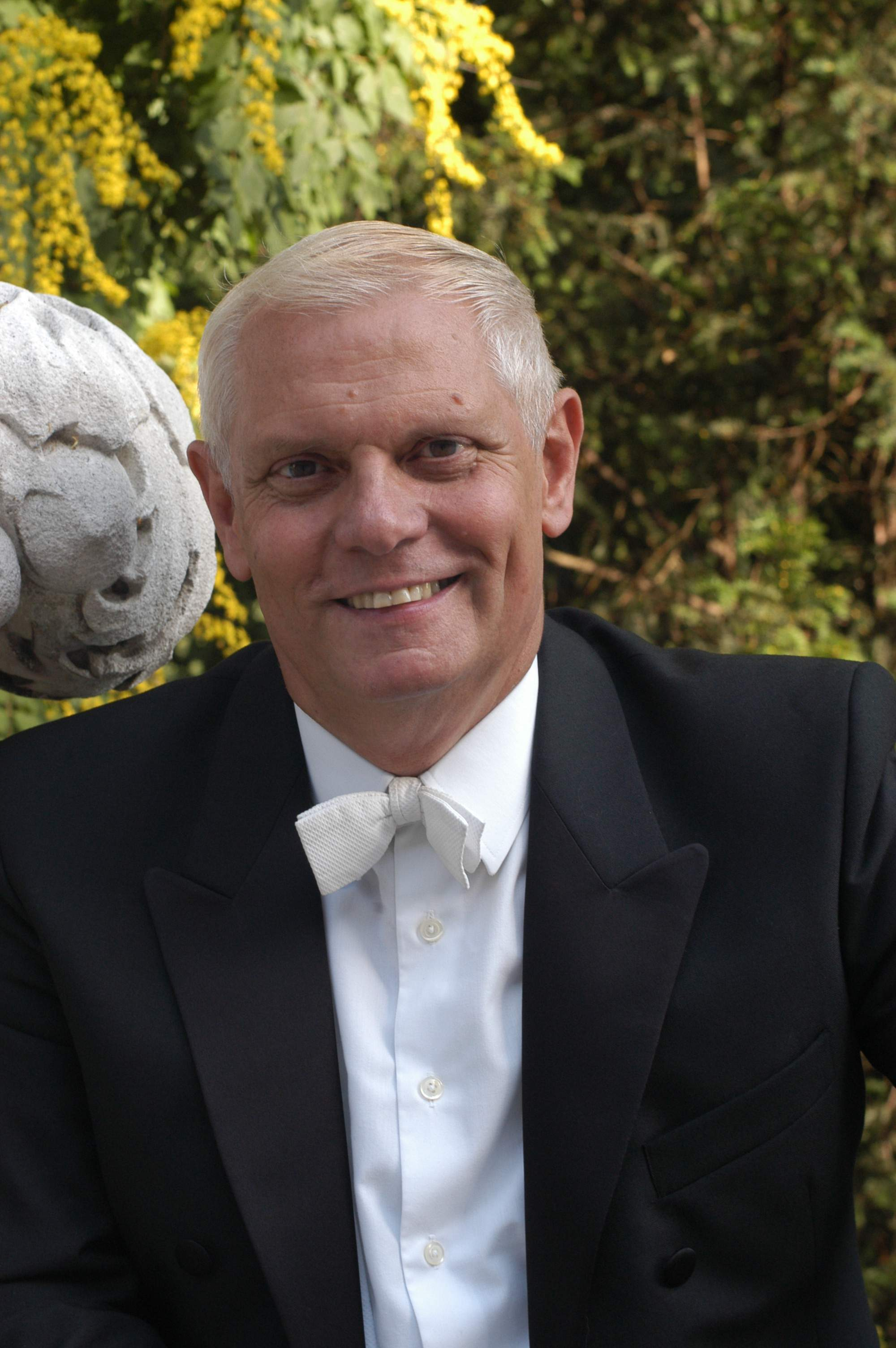
ペーター・シュミードル／2月1日没

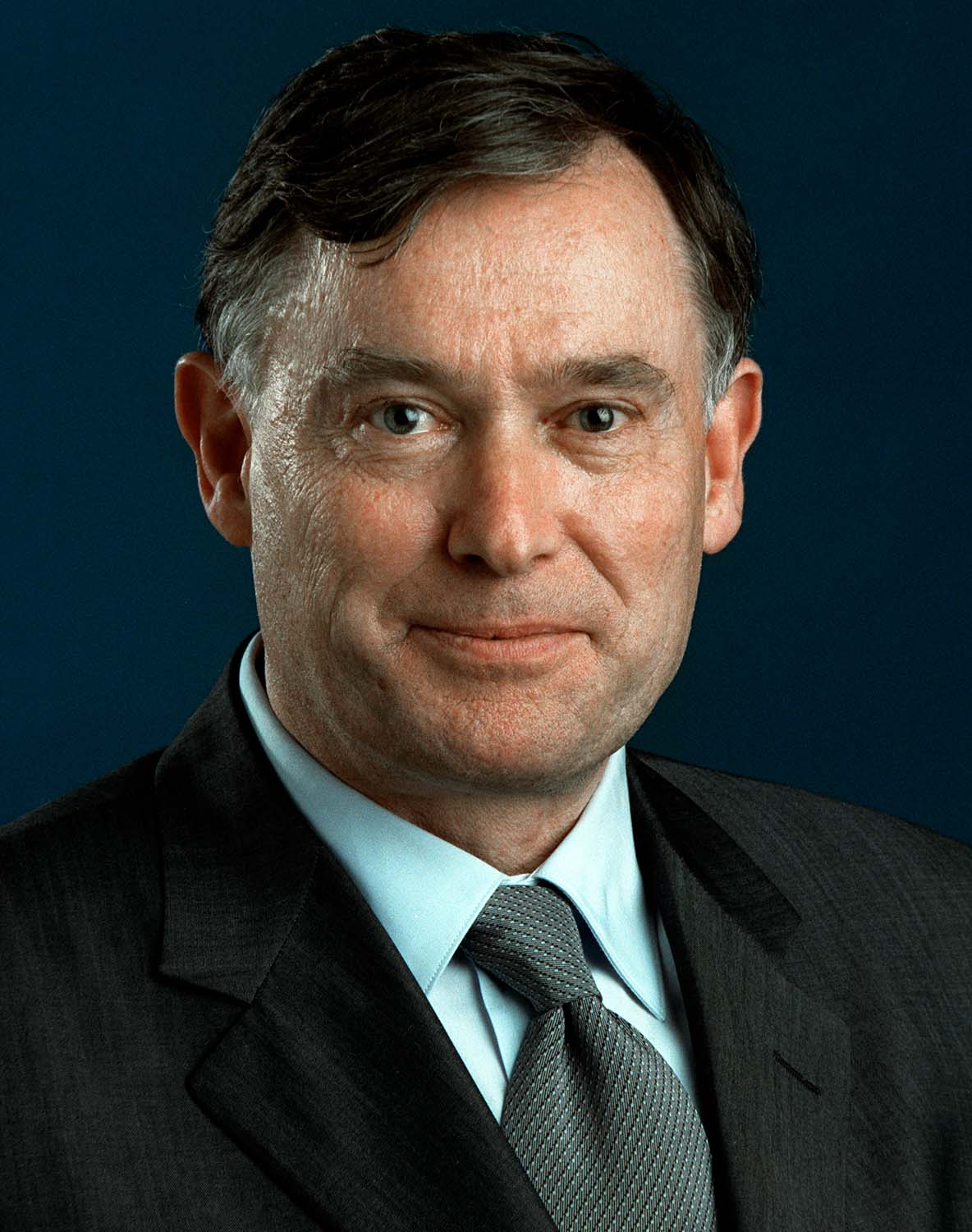
ホルスト・ケーラー／2月1日没

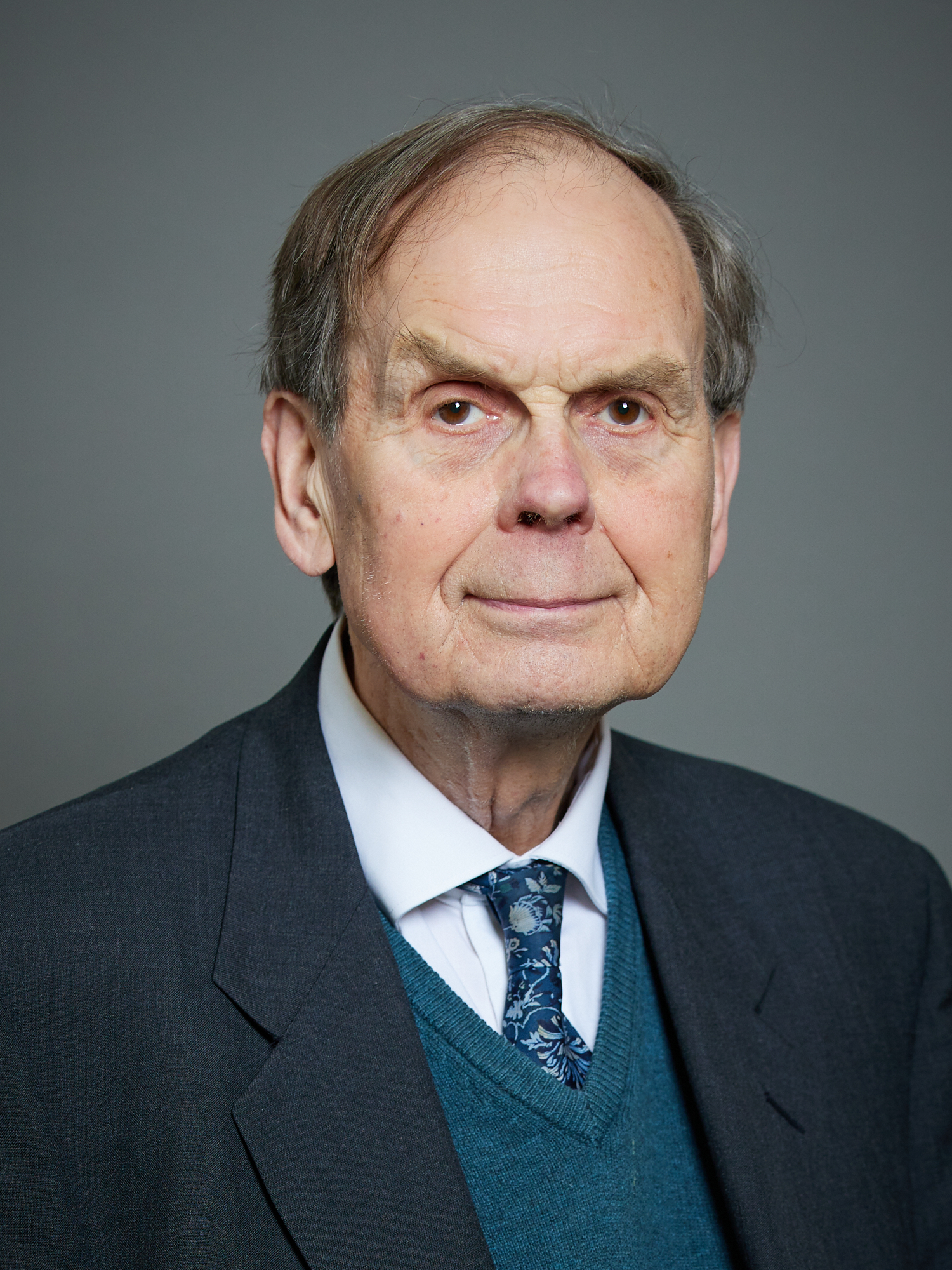
ジョン・モンタギュー／2月1日没

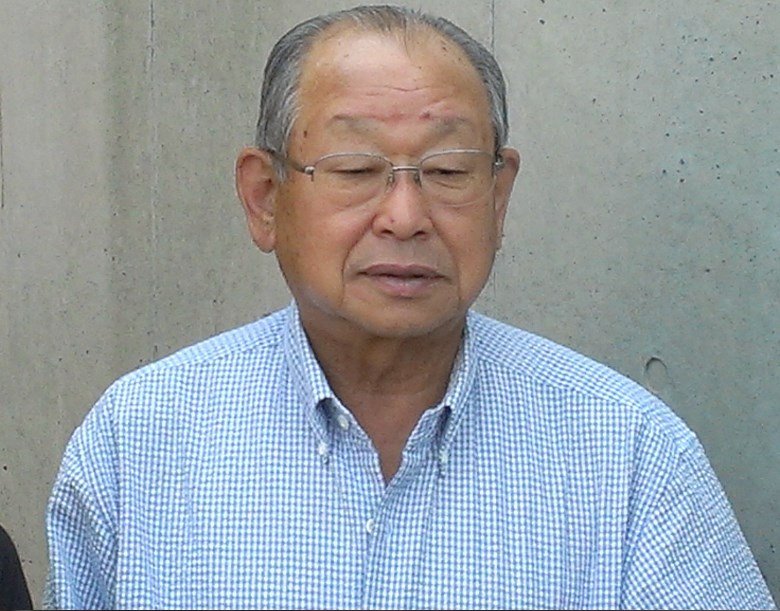
吉田義男／2月3日没

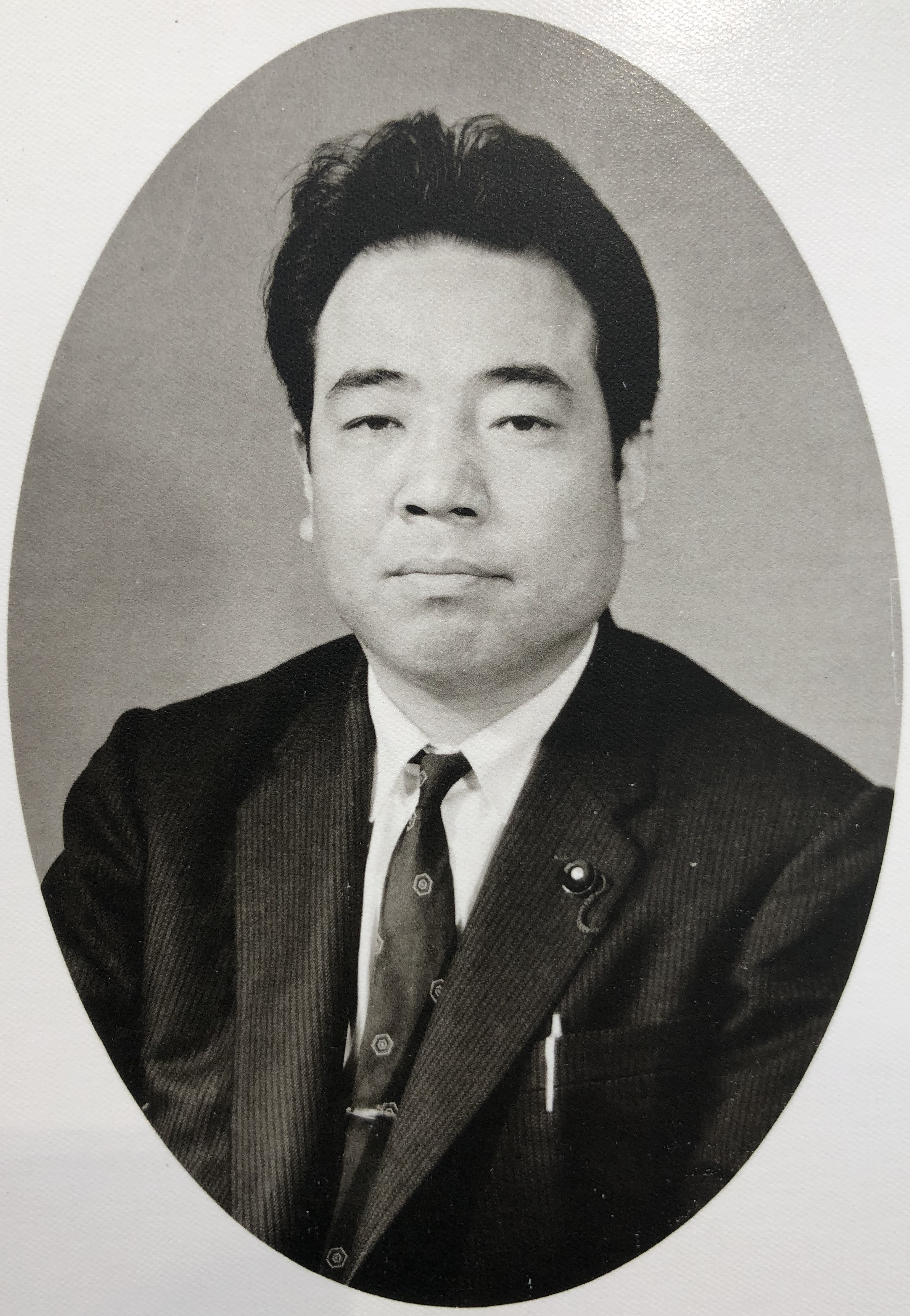
横江金夫／2月3日没

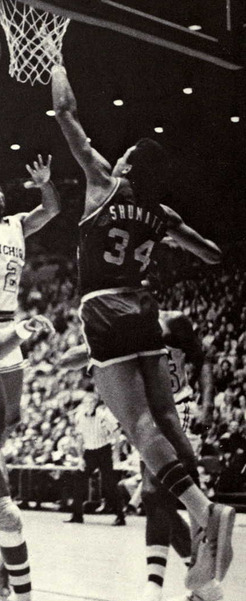
ジョン・シューメイト／2月3日没

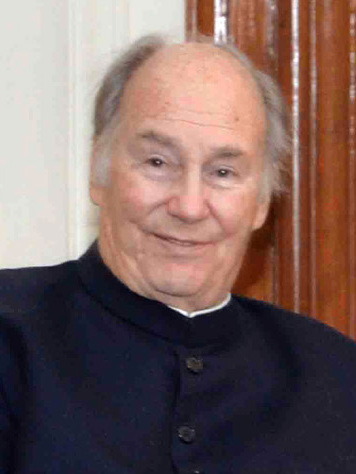
アーガー・ハーン4世／2月4日没

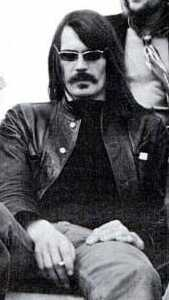
マイク・ラトリッジ／2月5日没

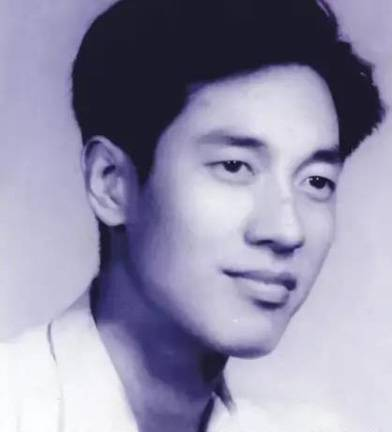
黄旭華／2月6日没

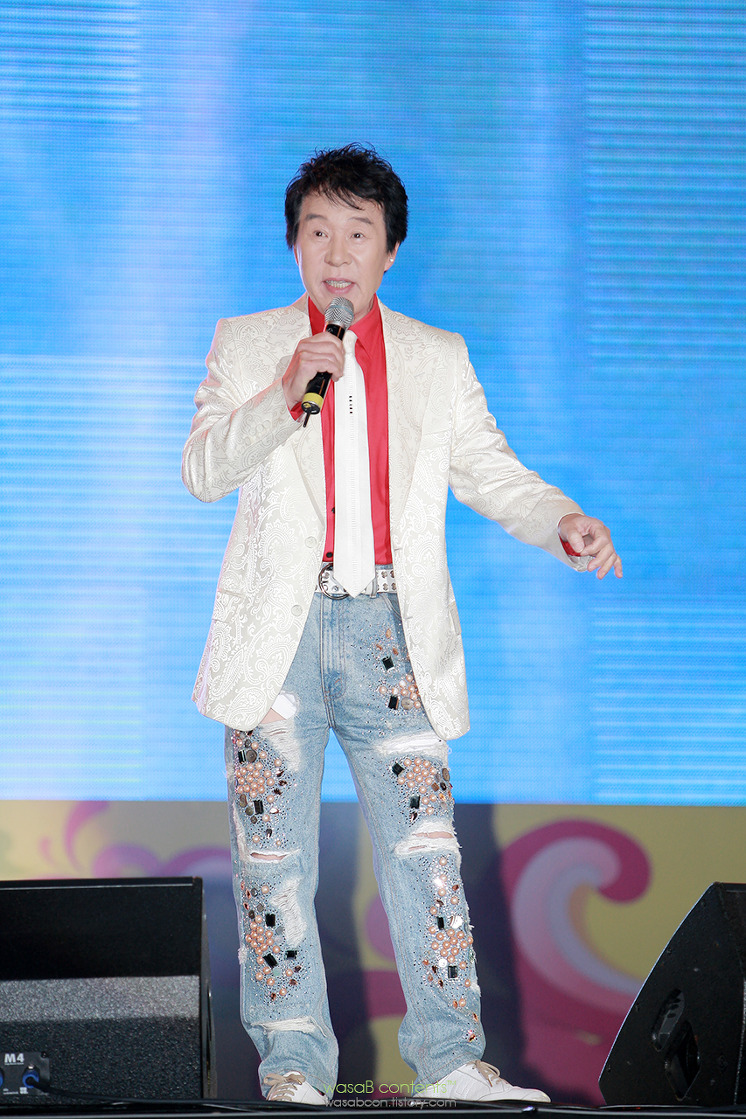
ソン・デグァン／2月7日没

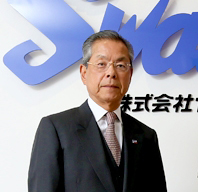
衣笠剛／2月7日没

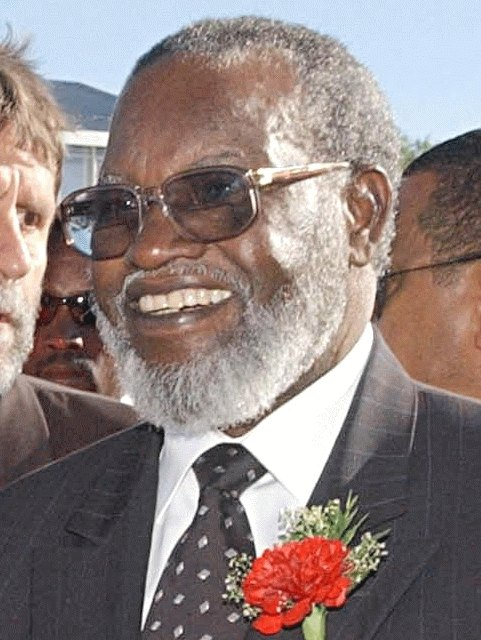
サム・ヌジョマ／2月8日没

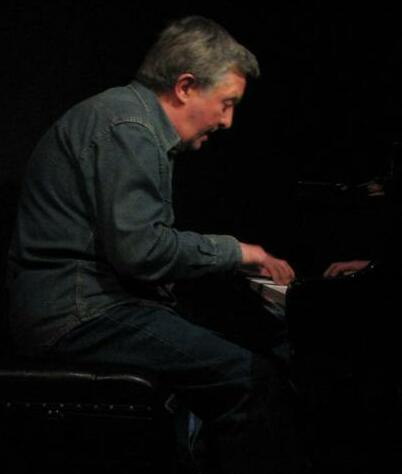
ハワード・ライリー／2月8日没

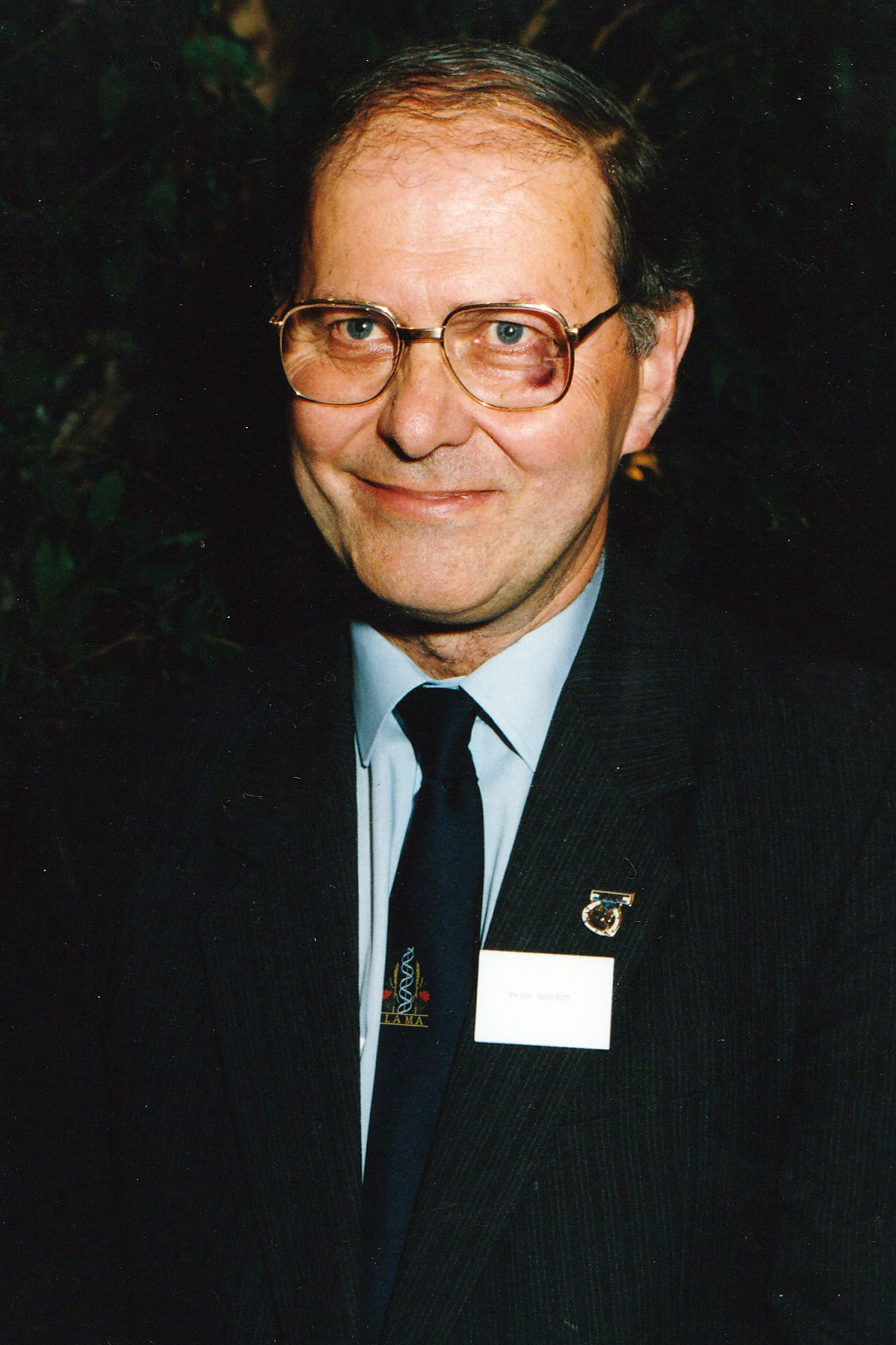
ピーター・ハゲット／2月9日没

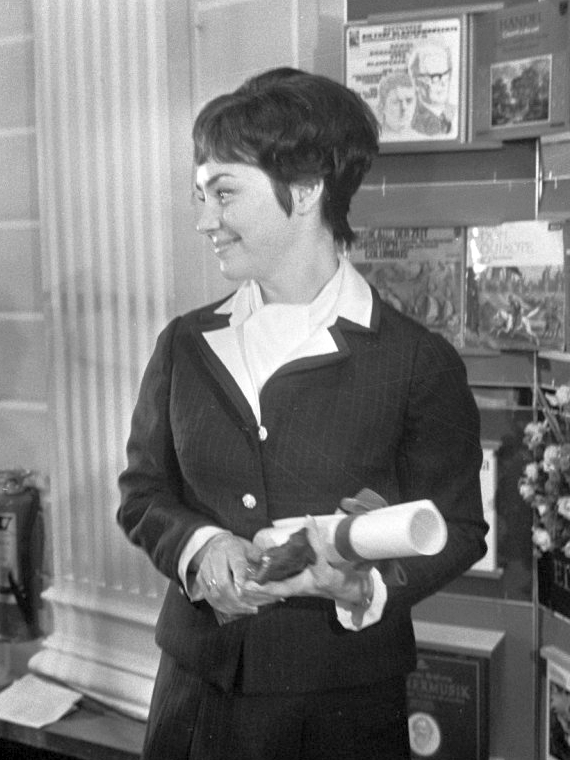
エディト・マティス／2月9日没

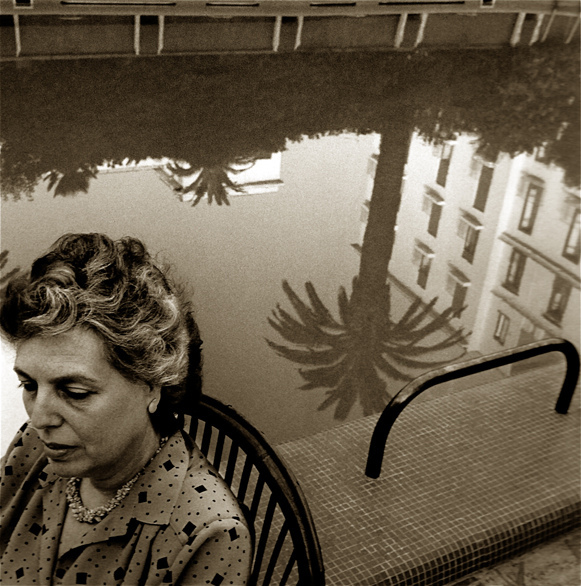
マリア・ティーポ／2月10日没

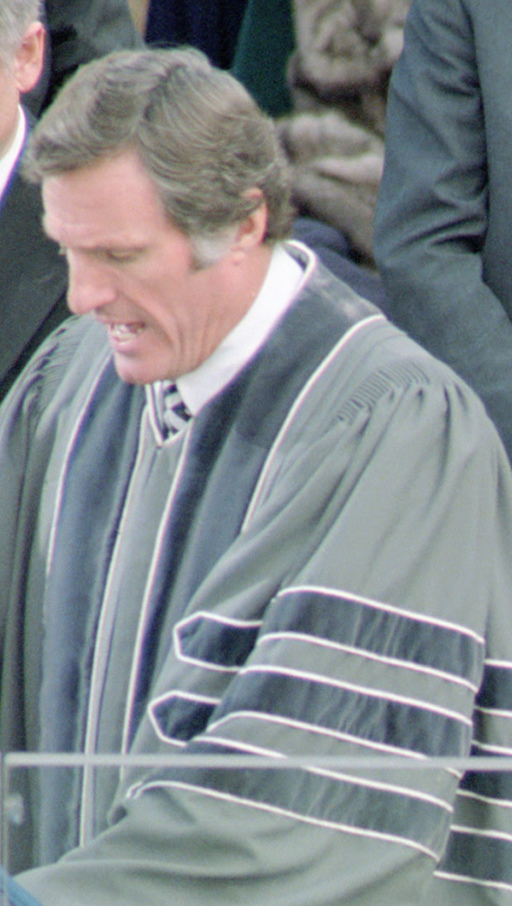
ドン・ムーマウ／2月10日没

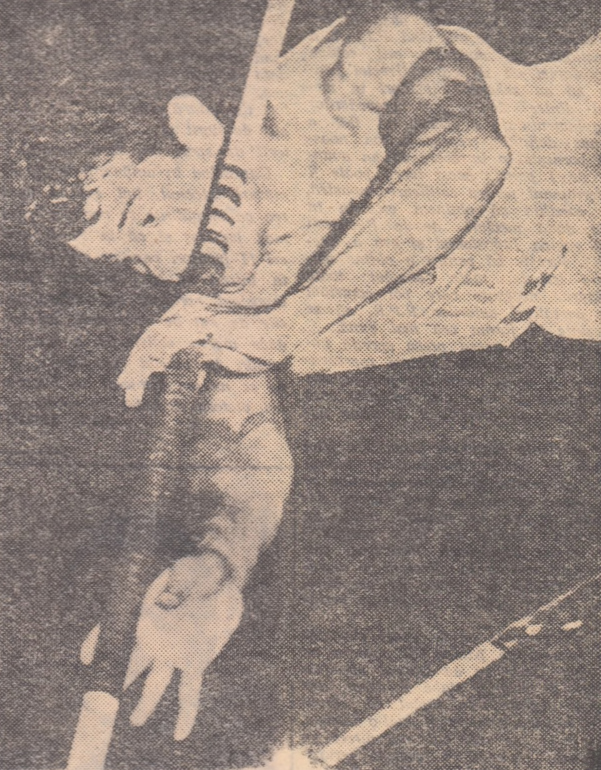
ゲオルギオス・ルバニス／2月11日没

- 2月1日 - 雪山渥美、日本の実業家、アルナ創業者・会長（* 1934年）[1]
- 2月1日 - 安部彪、日本の官僚、元会計検査院事務総長（* 1938年）[2]
- 2月1日 - フェイ・ヴィンセント、アメリカ合衆国の弁護士、スポーツ組織幹部、元MLBコミッショナー（* 1938年）[3]
- 2月1日 - ジギ・レンツ（英語版、ドイツ語版）、ドイツの元ロードサイクリスト（* 1938年）[4]
- 2月1日 - ピエール・エステーヴ（フランス語版）、フランスの政治家、元国民議会議員、元ラングドック＝ルシヨン地域圏議会・ピレネー＝オリアンタル県議会議員、元サン＝ポール＝ド＝フェヌイエ市長（* 1939年）[5]
- 2月1日 - レナート・コルセッティ、イタリアの心理言語学者、エスペランティスト、元世界エスペラント協会・世界青年エスペラント機構（英語版）会長、元サピエンツァ大学教授（* 1941年）[6]
- 2月1日 - 中村勲、日本の政治家、石川県議会議員・元議長、元金沢市議会議員【自由民主党所属】（* 1941年）[7]
- 2月1日 - ペーター・シュミードル、オーストリアのクラリネット奏者、ウィーン国立音楽大学教授、元ウィーン・フィルハーモニー管弦楽団業務執行役員、元ウィーン国立歌劇場ドワイアン（* 1941年）[8]
- 2月1日 - ホルスト・ケーラー、ドイツの官僚【連邦経済省・財務省所属】、政治家、第9代大統領、第8代国際通貨基金専務理事、元欧州復興開発銀行総裁、元ドイツ貯蓄銀行協会会長（* 1943年）[9]
- 2月1日 - ジョン・モンタギュー、イギリスの貴族【第11代サンドウィッチ伯爵】、実業家、政治家、元貴族院議員（* 1943年）[10]
- 2月1日 - ナヴィーン・チャーウラー（英語版、ヒンディー語版）、インドの公務員、元選挙管理委員会（英語版）委員・委員長（* 1945年）[11]
- 2月1日 - 力忠勝、日本の空手家、シュートボクサー、指導者、力炎館館長（* 1946年）[12]
- 2月1日 - サル・メイダ（英語版）、アメリカ合衆国のベーシスト、「ロキシー・ミュージック」「スパークス」の元メンバー（* 1948年）[13]
- 2月1日 - アンヘル・トーレス（英語版、スペイン語版）、ドミニカ共和国の元プロ野球選手（* 1952年）[14]
- 2月2日 - 小長井信昌、日本の漫画編集者、白泉社共同創業者・元社長（* 1930年）[15]
- 2月2日 - ジョゼフ・リバ（フランス語版）、フランスの作家、イラストレーター（* 1931年）[16]
- 2月2日 - アビーリオ・ロダス・デ・ソウザ・リバス（英語版、ポルトガル語版）、ポルトガルのカトリック教会の聖職者、元サントメ・プリンシペ教区司教（* 1931年）[17]
- 2月2日 - 直井明、日本の文芸評論家、ミステリ研究者（* 1931年）[18]
- 2月2日 - ブライアン・マーフィー（英語版）、イギリスの俳優（* 1932年）[19]
- 2月2日 - エルガ・デ・アルベアル（英語版、スペイン語版、ドイツ語版）、ドイツ出身のスペインのギャラリー経営者、蒐集家、慈善家、エルガ・デ・アルベアル現代美術館（スペイン語版）創設者（* 1936年）[20]
- 2月2日 - カレル・ウェーベル（オランダ語版、パピアメント語版）、キュラソー出身のオランダの建築家（* 1937年）[21]
- 2月2日 - 坂元良章、日本の実業家、元栗本鉄工所社長（* 1937年?）[22]
- 2月2日（訃報発表日） - オギュン・アルトゥパルマク（英語版、トルコ語版）、トルコの元プロサッカー選手、元同国代表（* 1938年）[23]
- 2月2日 - 陶立璠（中国語版）、中華人民共和国の民俗学者、中央民族大学教授（* 1938年）[24]
- 2月2日 - P・H・モリアーティ（英語版）、イギリスの俳優、声優（* 1938年）[25]
- 2月2日 - フリッツ（英語版、ポルトガル語版）、ブラジルの元プロバスケットボール選手、元同国代表、1964年オリンピック銅メダリスト（* 1941年）[26]
- 2月2日 - ビョルゴルフル・グズムンドソン（英語版、アイスランド語版）、アイスランドの実業家、銀行家、外交官、政治活動家、元ランズバンキ銀行取締役会長、元ウェストハム・ユナイテッドFCオーナー（* 1941年）[27]
- 2月2日 - イアン・マディソン、イギリス、アメリカ合衆国の言語学者、音声学者、カリフォルニア大学バークレー校名誉教授（* 1942年）[28]
- 2月2日 - イ・ジュシル（朝鮮語版）、大韓民国の女優（* 1944年）[29]
- 2月2日 - 大竹俊夫、日本の実業家、元LIXIL上席副社長（* 1946年?）[30]
- 2月2日 - 内藤久、日本の元プロ野球選手【西鉄ライオンズ・東京ドラゴンズ・読売ジャイアンツ所属】（* 1948年）[31]
- 2月2日 - 西本勝子、日本の政治家、元衆議院議員【自由民主党所属】（* 1950年）[32]
- 2月2日（訃報発表日） - セルゲイ・エフレモフ（ロシア語版）、ロシアの海軍軍人、政治家、ロシア海軍歩兵大佐、沿海地方副知事、義勇兵部隊司令官、元ウスリースク副市長（* 1973年）[33]
- 2月2日 - 徐熙媛、中華民国（台湾）の女優、テレビ司会者、歌手（* 1976年）[34]
- 2月3日 - リム・ツィーペン（英語版）、シンガポールの書画家（* 1921年）[35]
- 2月3日 - 天野森、日本の実業家、元笹一酒造会長（* 1925年?）[36]
- 2月3日 - 吉田義男、日本の元プロ野球選手【阪神タイガース所属】、指導者、野球解説者（* 1933年）[37]
- 2月3日 - 横江金夫、日本の政治家、元衆議院議員【日本社会党所属】、元愛知県議会議員（* 1934年）[38]
- 2月3日 - 村本久夫、日本の銀行家、元中央三井信託銀行会長（* 1935年?）[39]
- 2月3日 - ユルゲン・シュムーデ（英語版、ドイツ語版）、ドイツの弁護士、政治家、元教育相・内務相・司法相、元連邦議会議員（* 1936年）[40]
- 2月3日 - クリス・ニューマン、アメリカ合衆国の音響技術者（* 1940年）[41]
- 2月3日 - リマ（英語版、ポルトガル語版）、ブラジルの元プロサッカー選手、元同国代表（* 1942年）[42]
- 2月3日 - マイケル・ブラウォイ（英語版）、イギリスのマルクス主義社会学者（* 1947年）[43]
- 2月3日 - ジム・トッド（英語版）、アメリカ合衆国の元プロ野球選手（* 1947年）[44]
- 2月3日 - 羽賀友信、日本の空手道指導者、自然学校主催者、長岡市国際交流センター長、元国際緊急援助隊医療チーム主任調整員、元長岡市教育委員会委員（* 1950年）[45]
- 2月3日（訃報発表日） - リッチ・ダウアー（英語版）、アメリカ合衆国の元プロ野球選手【ボルチモア・オリオールズ所属】、指導者（* 1952年）[46]
- 2月3日 - ジョン・シューメイト、アメリカ合衆国の元プロバスケットボール選手、指導者（* 1952年）[47]
- 2月3日 - エルヴィン・リュッデル（英語版、ドイツ語版）、ドイツの政治家、連邦議会議員、元ラインラント＝プファルツ州議会議員（* 1955年）[48]
- 2月3日 - アルメン・サルキシャン（英語版、ウクライナ語版）、アルメニア出身のウクライナの分離主義者、親ロシア派アルメニア人義勇兵部隊創設者（* 1978年）[49]
- 2月3日 - オ・ソンフン（朝鮮語版）、大韓民国の作曲家、音楽プロデューサー、「ピープルクルー（朝鮮語版）」の元メンバー（* 1979年）[50]
- 2月3日（訃報発表日） - キム・ウンソ、大韓民国のYouTuber（* 1986年?）[51]
- 2月4日 - 辜厳倬雲（中国語版）、中華民国（台湾）の婦人活動家、元中華民国婦女連合会（中国語版）主任委員、元総統府資政（* 1920年）[52]
- 2月4日 - 兪明（中国語版）、香港の俳優（* 1924年）[53]
- 2月4日 - 文国鎮（朝鮮語版）、大韓民国の法医学者、作家、高麗大学校名誉教授、元国立科学捜査研究所医務官・法医学科長（* 1925年）[54]
- 2月4日 - ヒュー・エベラード・ウィルキンソン、イギリス出身の日本の英語学者、言語学者、青山学院大学名誉教授（* 1926年?）[55]
- 2月4日 - マライケ・トゥニッセン（オランダ語版）、オランダのビジュアル・アーティスト（* 1927年）[56]
- 2月4日 - フェリペ・モンテマヨル（英語版）、メキシコの元プロ野球選手（* 1928年）[57]
- 2月4日 - 朱良子、大韓民国の医師、政治家、元保健福祉部長官、元国会議員、元国立中央医療院（朝鮮語版）院長（* 1931年）[58]
- 2月4日 - 王忍之（中国語版）、中華人民共和国の編集者、政治家、元中国共産党中央委員会宣伝部部長・中央委員会委員、元全国政治協商会議常務委員会委員、元中国社会科学院副院長、元紅旗（中国語版）雑誌社副編集長（* 1933年）[59]
- 2月4日 - 服部友久、日本の実業家、浜乙女取締役会長（* 1935年?）[60]
- 2月4日 - アーガー・ハーン4世、スイス出身のイギリス、ポルトガルのニザール派のイマーム（* 1936年）[61]
- 2月4日 - 和田登、日本の児童文学作家（* 1936年）[62]
- 2月4日 - マリア・テレーザ・オルタ（英語版、ポルトガル語版）、ポルトガルの作家、ジャーナリスト、詩人、フェミニスト（* 1937年）[63]
- 2月4日 - シード・アフメド・ゴザーリー（英語版、アラビア語版）、アルジェリアの外交官、政治家、元首相・経済相・外相・財政相・水力相・エネルギー石油化学工業相、元駐ベルギー・フランス・欧州経済共同体大使（* 1937年）[64]
- 2月4日 - 項楚（中国語版）、中華人民共和国の敦煌学者、文献学者、四川大学教授（* 1940年）[65]
- 2月4日 - 中嶋興（英語版）、日本のアーティスト（* 1941年）[66]
- 2月4日（訃報発表日） - ポール・プリシュカ（英語版）、アメリカ合衆国のバス、オペラ歌手（* 1941年）[67]
- 2月4日 - 黄少岑（中国語版）、中華民国（台湾）の暴力団幹部、竹聯幇幇主（* 1950年）[68]
- 2月4日 - デイヴ・ヴァン・ゴーダー（英語版）、アメリカ合衆国の元プロ野球選手（* 1957年）[69]
- 2月4日 - 北村功太、日本の実業家、Habitat創業者・代表取締役社長（* 1995年）[70]
- 2月5日（訃報発表日） - サトル・アベ（英語版）、アメリカ合衆国の彫刻家、画家（* 1926年）[71]
- 2月5日 - 笹川力、日本の消化器内科医師、元新潟市民病院院長、元新潟県労働衛生医学協会会長（* 1928年?）[72]
- 2月5日 - 岩野洋一、日本の実業家、NCカード会長、元帯広商工会議所会頭（* 1931年?）[73][74]
- 2月5日 - 小国信樹、日本の有機金属化学者、山口大学名誉教授（* 1936年?）[75]
- 2月5日 - ジェームズ・リーズン、イギリスの心理学者、安全学者、ヒューマンエラー研究者（* 1938年）[76]
- 2月5日 - エルンスト＝ヨアヒム・キュッペルス（英語版、ドイツ語版）、ドイツの元競泳選手、1964年オリンピック銀メダリスト（* 1942年）[77]
- 2月5日 - エリザベス・ヴルバ（英語版）、ドイツ出身のアメリカ合衆国の古生物学者、イェール大学教員（* 1942年）[78]
- 2月5日 - マイク・ラトリッジ、イギリスのキーボーディスト、「ソフト・マシーン」の元メンバー（* 1943年）[79]
- 2月5日 - デニス・リッチモンド（英語版）、アメリカ合衆国のニュースキャスター（* 1943年）[80]
- 2月5日（訃報発表日） - 森道應、日本のプロゴルファー、インストラクター（* 1946年）[81]
- 2月5日 - ヤーン・クペル（英語版、スロバキア語版）、チェコスロバキア、スロバキアの弁護士、政治家、元チェコスロバキア国家院（スロバキア語版）・スロバキア国民議会議員（* 1946年）[82]
- 2月5日 - デイヴ・ジャーデン（英語版）、アメリカ合衆国の音楽プロデューサー、レコーディング・エンジニア（* 1949年）[83]
- 2月5日 - ヴィト・ディ・ターノ（英語版、イタリア語版）、イタリアの元シクロクロス・サイクリスト（* 1954年）[84]
- 2月5日 - 白阿瑩（中国語版）、中華人民共和国の作家、政治家、元全国人民代表大会代表、元陝西省副省長、元陝西省人民代表大会常務委員会副主任、元陝西省総工会主席、元陝西省精神文明建設指導委員会弁公室主任、元陝西省国有資産監督管理委員会主任（* 1955年）[85]
- 2月5日 - 温思美（中国語版）、中華人民共和国の農業経済学者、政治家、華南農業大学教授・元副学長、元中国民主同盟中央委員会副主席、元中国民主同盟広東省委員会主任委員、元全国政治協商会議常務委員会委員、元広東省政治協商会議副主席（* 1958年）[86]
- 2月5日（訃報発表日） - アーヴ・ゴッティ（英語版）、アメリカ合衆国の音楽プロデューサー、実業家、マーダー・インク創業者（* 1970年）[87]
- 2月5日 - 桑原康伸、日本のベーシスト、「ガガガSP」のメンバー（* 1980年）[88]
- 2月5日 - 西山利昭、日本の税理士、朝日税理士法人代表社員（* 生年不明）[89]
- 2月6日 - ヴァージニア・ハラス・マッカスキー（英語版）、アメリカ合衆国のスポーツ組織幹部、シカゴ・ベアーズのオーナー（* 1923年）[90]
- 2月6日 - 高木彬子、日本の実業家、アンデルセングループ共同創業者、アンデルセン・パン生活文化研究所相談役（* 1925年）[91]
- 2月6日 - 黄旭華、中華人民共和国の船舶工学者、原子力潜水艦設計士、元中国船舶重工集団有限公司第719研究所所長（* 1926年）[92]
- 2月6日（訃報発表日） - ケネス・A・キッチン、イギリスのエジプト学者、リヴァプール大学教授（* 1932年）[93]
- 2月6日 - ディック・メレディス（英語版）、アメリカ合衆国の元アイスホッケー選手、元同国代表、1960年冬季オリンピック金メダリスト、1956年冬季オリンピック銀メダリスト（* 1932年）[94]
- 2月6日 - 王炳華（中国語版）、中華人民共和国の考古学者、元新疆ウイグル自治区文物考古研究所所長（* 1935年）[95]
- 2月6日 - 中野豊、日本の実業家、五稜郭タワー代表取締役会長（* 1935年）[96]
- 2月6日 - ポール＝ルー・シュリツェ（英語版、フランス語版）、フランスの作家、実業家、投資家（* 1946年）[97]
- 2月6日 - ウラジーミル・チトフ（ロシア語版）、ロシアの外交官、元第一外務次官、元駐ブルガリア大使（* 1958年）[98]
- 2月6日 - 宮下洋之、日本の実業家、オクトコーポレーション創業者・代表取締役（* 1963年?）[99]
- 2月6日 - ユゼフ・スタラ（英語版、ポーランド語版）、ポーランドのカトリック教会の聖職者、神学者、元教皇庁立ヨハネ・パウロ2世大学（英語版）副学長（* 1966年）[100]
- 2月6日（訃報発表日） - ペテル・クリステンセン（英語版、デンマーク語版）、デンマークの政治家、元国防相・北欧協力相・税務相、元フォルケティング議員（* 1975年）[101]
- 2月6日 - 堀江裕介、日本のサクソフォニスト、名古屋音楽大学非常勤講師（* 1979年?）[102]
- 2月7日 - 杉村暢一、日本の西洋哲学者、高知大学名誉教授（* 1926年?）[103]
- 2月7日 - 李文瑞（中国語版）、中華人民共和国の中医師、元北京医院（中国語版）教授（* 1927年）[104]
- 2月7日 - 緒方規矩子、日本の舞台衣裳デザイナー（* 1928年）[105]
- 2月7日（訃報発表日） - 程世春（中国語版）、中華人民共和国の元バスケットボール選手、指導者、元同国代表（* 1930年）[106]
- 2月7日 - 髙松隆三、日本の政治家、元青森県市浦村長、元五所川原市教育長（* 1932年?）[107]
- 2月7日 - 淡河範行、日本の実業家、元日本冶金工業社長（* 1933年）[108]
- 2月7日 - 山川健、日本の教育者、元八戸中央高等学校校長（* 1934年?）[109]
- 2月7日 - 李毓佩（中国語版）、中華人民共和国の数学者、科学作家、首都師範大学教授（* 1938年）[110]
- 2月7日 - トニー・ロバーツ（英語版）、アメリカ合衆国の俳優（* 1939年）[111]
- 2月7日 - 安蘇谷正彦、日本の神職、神道学者、栃木県神社庁顧問、一瓶塚稲荷神社名誉宮司、元國學院大學学長（* 1940年）[112]
- 2月7日 - トーマス・レイウス（英語版、エストニア語版）、ソビエト連邦、エストニアの元テニス選手、指導者、スポーツ解説者、殺人犯（* 1941年）[113]
- 2月7日 - 中村昌朝、日本の実業家、元琉球新報開発取締役（* 1942年?）[114]
- 2月7日 - ジャン＝シャルル・カネッティ（英語版、フランス語版）、イタリア出身のフランスの元サッカー選手（* 1945年）[115]
- 2月7日 - ブルース・フレンチ（英語版）、アメリカ合衆国の俳優（* 1945年）[116]
- 2月7日 - ソン・デグァン、大韓民国のトロット歌手（* 1946年）[117]
- 2月7日 - ダヴィズ・エリス＝トマス（英語版、ウェールズ語版）、イギリスの政治家、貴族院議員、元庶民院議員、元ウェールズ文化・スポーツ・観光相、元ウェールズ議会議員・議長、元プライド・カムリ党首（* 1946年）[118]
- 2月7日 - 衣笠剛、日本の実業家、東京ヤクルトスワローズ代表取締役会長・オーナー代行・元代表取締役社長、元ヤクルト本社専務（* 1949年）[119]
- 2月7日（訃報発表日） - 徐少龍（中国語版）、中華民国（台湾）の新宗教の教祖、政治活動家、犯罪者、華興霊修センター創設者（* 1952年）[120]
- 2月7日 - マジカル・パワー・マコ（栗田誠）、日本の音楽家（* 1956年）[121]
- 2月7日 - ナアマン（英語版、フランス語版）（マルティン・ミュサール）、フランスのレゲエ歌手（* 1990年）[122]
- 2月8日 - ギャロ・トンドゥプ（英語版、中国語版）、チベットの亡命者、チベット独立運動家（* 1928年）[123]
- 2月8日 - サム・ヌジョマ、南西アフリカ、ナミビアの独立運動家、政治家、初代ナミビア大統領、元南西アフリカ人民機構議長（* 1929年）[124]
- 2月8日 - 福島重雄、日本の弁護士、裁判官（* 1930年）[125]
- 2月8日 - ユリエ・クッカプロ（英語版、フィンランド語版）、フィンランドのインテリアデザイナー、家具デザイナー、元ヘルシンキ芸術デザイン大学学長（* 1933年）[126]
- 2月8日 - チェ・ビョンハク（朝鮮語版）、大韓民国の声優、俳優（* 1940年）[127]
- 2月8日 - ハワード・ライリー、イギリスのピアニスト、音楽教育者（* 1943年）[128]
- 2月8日 - 宇佐見勝彦、日本の地方公務員、元岐阜県上之保村助役（* 1945年?）[129]
- 2月8日 - ロバート・フランクリン・ビンガム（英語版）、アメリカ合衆国の俳優、歌手（* 1946年）[130]
- 2月8日 - 大城冝武、日本の社会心理学者、沖縄キリスト教学院大学名誉教授、元沖縄キリスト教短期大学教授、元うらそえ文藝編集長（* 1946年?）[131]
- 2月8日 - 長谷川二三、日本の高校サッカー指導者、元藤枝東高等学校サッカー部監督（* 1949年?）[132]
- 2月8日 - 朱性魯（朝鮮語版）、大韓民国の元野球選手、指導者（* 1952年）[133]
- 2月8日 - 新保克芳、日本の弁護士、三井住友フィナンシャルグループ・ヤクルト本社取締役（* 1955年?）[134]
- 2月8日 - 袴田英利、日本の元プロ野球選手【ロッテオリオンズ所属】、指導者（* 1955年）[135]
- 2月9日 - 青柳文二、日本の実業家、元京葉ガス社長（* 1925年?）[136]
- 2月9日（訃報発表日） - アマル・ナセル・エッ＝ディーン（英語版、アラビア語版、ヘブライ語版）、イスラエルのドゥルーズ派のコミュニティ指導者、作家、政治家、元クネセト議員（* 1928年）[137]
- 2月9日（訃報発表日） - オレーク・ストリジェノフ（英語版、ロシア語版）、ソビエト連邦、ロシアの俳優（* 1929年）[138]
- 2月9日 - マラ・コーデイ（英語版）、アメリカ合衆国の女優（* 1930年）[139]
- 2月9日（訃報発表日） - トム・ロビンズ（英語版）、アメリカ合衆国の小説家、エッセイスト（* 1932年）[140]
- 2月9日 - ビヴァリー・バイロン（英語版）、アメリカ合衆国の政治家、元下院議員（* 1932年）[141]
- 2月9日 - 韓南鵬（中国語版）、中華人民共和国の政治家、元湖北省副省長、元中国民主同盟中央委員会常務委員、元中国民主同盟湖北省委員会主任委員、元全国政治協商会議常務委員会委員、元湖北省政治協商会議副主席、元湖北省社会主義学院院長、元湖北省赤十字会会長（* 1932年）[142]
- 2月9日 - ピーター・ハゲット、イギリスの地理学者、ブリストル大学名誉教授（* 1933年）[143]
- 2月9日 - エディト・マティス、スイスのソプラノ、オペラ歌手（* 1938年）[144]
- 2月9日 - 井口正俊、日本の哲学者、近代思想研究者、西南学院大学名誉教授（* 1939年?）[145]
- 2月9日 - アシル・ナディル（英語版、トルコ語版）、北キプロス、イギリスの実業家、犯罪者、元ポリー・ペック（英語版）最高経営責任者（* 1941年）[146]
- 2月9日 - 譜久村悦子、日本の琉球舞踊家、玉城流扇悦乃会会主（* 1942年?）[147]
- 2月9日 - マイケル・ジョン・ロスウェル（英語版）、アメリカ合衆国の元セーリング選手、1976年オリンピック（英語版）銀メダリスト（* 1953年）[148]
- 2月9日（訃報発表日） - ミーカ・エロモ（英語版、フィンランド語版）、フィンランドの元プロアイスホッケー選手、指導者（* 1977年）[149]
- 2月9日 - 長谷川寿夫、日本の実業家、AYUMINA代表（* 1980年?）[150]
- 2月10日 - マリア・ティーポ、イタリアのピアニスト、音楽教育者（* 1931年）[151]
- 2月10日 - ドン・ムーマウ、アメリカ合衆国の長老派教会の牧師、元プロアメリカンフットボール選手（* 1931年）[152]
- 2月10日 - 袖井林二郎、日本の国際政治学者、評論家、法政大学名誉教授（* 1932年）[153]
- 2月10日 - デイヴィッド・ソチャ（英語版）、アメリカ合衆国のサッカー審判員（* 1938年）[154]
- 2月10日（訃報発表日） - タキス・イコノモプロス（英語版、ギリシア語版）、ギリシャの元サッカー選手、元同国代表（* 1943年）[155]
- 2月10日 - 永島勝司、日本のジャーナリスト、プロレス評論家、元新日本プロレス取締役、元WJプロレス専務取締役、元東京スポーツ新聞社整理部長（* 1943年）[156]
- 2月10日 - 朱曙光（中国語版）、中華人民共和国の軍人、政治家、中国人民武装警察部隊中将、元全国人民代表大会代表、元中国人民武装警察部隊副司令員、元中国人民解放軍総政治部保衛部部長・副部長（* 1944年）[157]
- 2月10日 - ジェローム・ドレイトン（英語版）（ペーター・ブニアク）、ドイツ出身のカナダの元マラソンランナー（* 1945年）[158]
- 2月10日 - 阿部頼孝、日本の政治学者、徳島文理大学名誉教授（* 1949年）[159]
- 2月10日 - ロン・ブラントステーデル（オランダ語版）、オランダのコメディアン、テレビ司会者（* 1950年）[160]
- 2月10日 - 高橋寛、日本の元プロ野球選手【ヤクルトスワローズ所属】、指導者（* 1951年）[161]
- 2月10日 - ピーター・ネーヴィー・トゥイアソソポ（英語版）、アメリカ合衆国の俳優、元プロアメリカンフットボール選手（* 1963年）[162]
- 2月11日 - イヴォンヌ・ショケ＝ブリュア（英語版、フランス語版）、フランスの数学者、物理学者、ピエール・エ・マリー・キュリー大学名誉教授（* 1923年）[163]
- 2月11日 - ゲオルギオス・ロウバニス、ギリシャの元棒高跳選手、1956年オリンピック銅メダリスト（* 1929年）[164]
- 2月11日 - 小船井チイ、日本の実業家、船栄創業者（* 1931年?）[165]
- 2月11日 - 王富中（中国語版）、中華人民共和国の警察官僚、政治家、元国家安全部副部長、元中国共産党中央規律検査委員会委員・国家安全部委員会委員・国家安全部規律検査委員会書記（* 1932年）[166]
- 2月11日 - 清木直、日本の地方公務員、元青森県公営企業局長（* 1936年?）[167]
- 2月11日 - フィリップ・ブレイディ（英語版）、オーストラリアのテレビ司会者、ラジオパーソナリティ（* 1939年）[168]
- 2月11日 - 万代博実、日本の実業家、アルファエージェンシー社長（* 1950年?）[169]
- 2月11日 - アンネケ・スホルテンス（英語版、オランダ語版）、オランダの児童文学作家（* 1955年）[170]
- 2月11日 - ジミー・ムバイェ（英語版、フランス語版）、セネガルのギタリスト、歌手（* 1957年）[171]
- 2月11日 - ジョー・ソーマレズ・スミス（英語版）、イギリスの実業家、ジャーナリスト、元英国競馬統括機構理事長（* 1971年）[172]
- 2月11日 - キム・リウル、大韓民国の韓服のファッションデザイナー（* 1993年）[173]
- 2月12日 - 曽建徽（中国語版）、中華人民共和国の編集者、政治家、元国務院新聞弁公室主任、元中国共産党中央宣伝部副部長・中央対外宣伝弁公室（中国語版）主任、元全国人民代表大会代表、元新華通訊社副社長（* 1928年）[174]
- 2月12日 - デニス・ウィック（英語版）、イギリスのトロンボーン奏者、音楽教育者、指揮者、実業家、弱音器・マウスピース開発者、王立音楽アカデミー教授、元ギルドホール音楽演劇学校教授、元国際トロンボーン協会（英語版）会長（* 1931年）[175]
- 2月12日 - ホームズ・ロルストン3世（英語版）、アメリカ合衆国の哲学者、コロラド州立大学（英語版）名誉教授（* 1932年）[176]
- 2月12日 - 鈴木邦彦、日本の神経化学者、神経内科医、遺伝性神経疾患研究者（* 1932年）[177]
- 2月12日 - 吉田郷弘、日本の化学者、京都大学名誉教授（* 1936年?）[178]
- 2月12日 - ジュゼッペ・ヴェルッキ（英語版、イタリア語版）、イタリアのカトリック教会の聖職者、元ラヴェンナ＝チェルヴィア大司教区大司教（* 1937年）[179]
- 2月12日 - 五十嵐威暢、日本のデザイナー、彫刻家、元多摩美術大学学長（* 1944年）[180]
- 2月12日 - 権奇洪、大韓民国の経済学者、社会運動家、政治家、元労働部長官、元檀国大学校総長、元嶺南大学校教授、元同伴成長委員会（朝鮮語版）委員長（* 1949年）[181]
- 2月12日 - アリー・ガガーリン（英語版、アラビア語版）、スーダンの元プロサッカー選手、元同国代表（* 1949年）[182]
- 2月12日 - 李小江（中国語版）、中華人民共和国の女性学者、ジェンダー研究者、陝西師範大学特聘教授、元鄭州大学（中国語版）教授（* 1951年）[183]
- 2月12日 - グエン・ミン・クアン（ベトナム語版）、ベトナムの政治家、元天然資源環境相（英語版）、元農業農村開発省（英語版）常任副長官、元ライチャウ省人民委員会主席、元ベトナム共産党中央委員会委員・中央機関委員会書記・ライチャウ省委員会書記（* 1953年）[184]
- 2月12日 - 金哲中（朝鮮語版）、大韓民国のプロ囲碁棋士（* 1955年）[185]
- 2月12日 - アナ・アンブラジエネー（英語版、リトアニア語版）、ソビエト連邦、リトアニアの中学校教員、元ハードル競走選手（* 1955年）[186]
- 2月12日 - 岡部真一郎、日本の音楽学者、音楽評論家、明治学院大学教授（* 1959年?）[187]
- 2月12日（訃報発表日） - トニー・ベドー（英語版）、イギリス出身のグレナダの元プロサッカー選手、元グレナダ代表（* 1979年）[188]
- 2月12日 - 竹田洋子、日本の実業家、竹田食品取締役会長（* 生年不明）[189]
- 2月13日 - フランク・ソーシアー（英語版）、アメリカ合衆国の元プロ野球選手（* 1926年）[190]
- 2月13日 - ジャクリーヌ・サンデルス＝ファン・マールセン、オランダの作家（* 1929年）[191]
- 2月13日 - 安藤多喜夫、日本の実業家、アイエックス創業者（* 1931年）[192]
- 2月13日 - 太刀川恒夫、日本の実業家、東京スポーツ新聞社名誉会長（* 1937年）[193]
- 2月13日 - スクリ・ボンマガウダ（英語版、カンナダ語版）、インドのフォークシンガー（* 1937年）[194]
- 2月13日 - ドゥナイ・ヤーノシュ（英語版、ハンガリー語版）、ハンガリーの元サッカー選手、指導者、元同国代表、1960年オリンピック銅メダリスト（* 1937年）[195]
- 2月13日 - 小沢一彦、日本の実業家、横須賀商工会議所名誉会頭、元日本青年会議所会頭、元ロータリー日本財団副理事長（* 1937年?）[196]
- 2月13日 - ジム・ガイ・タッカー（英語版）、アメリカ合衆国の検察官、弁護士、実業家、政治家、元アーカンソー州知事・副知事、元下院議員、元アーカンソー州司法長官（* 1943年）[197]
- 2月13日 - ロニー・ボイス（英語版）、イギリスの元プロサッカー選手（* 1943年）[198]
- 2月13日 - フェトヒ・ヘペル（英語版、トルコ語版）、トルコの財政学者、元プロサッカー選手、アナドル大学教授、元同国代表、元トルコサッカー連盟理事（* 1944年）[199]
- 2月13日（訃報発表日） - リヒャルト・ディンド（英語版、ドイツ語版）、スイスのドキュメンタリー映画監督（* 1944年）[200]
- 2月13日 - 金丸直道、日本の政治家、元山梨県議会議員・副議長（* 生年不明）[201]
- 2月14日 - ジュヌヴィエーヴ・パージュ、フランスの女優（* 1927年）[202]
- 2月14日 - アリス・ハーソン（英語版）、アメリカ合衆国の女優（* 1929年）[203]
- 2月14日（訃報発表日） - 西田昌宏、日本の卓球指導者、スポーツジャーナリスト、編集者、元日本卓球協会事務局長、元卓球レポート編集長、元杉並区卓球連盟会長（* 1934年）[204]
- 2月14日 - 肥原碩甫、日本の華道家、未生流家元、元日本いけばな芸術協会理事長（* 1938年）[205]
- 2月14日 - カルロス・ジエギス（英語版、ポルトガル語版）、ブラジルの映画監督（* 1940年）[206]
- 2月14日 - 范宝俊（中国語版）、中華人民共和国の政治家、元民政部副部長、元全国政治協商会議常務委員会委員、元天津市民政局局長、元中華慈善総会（中国語版）会長（* 1940年）[207]
- 2月14日（訃報発表日） - パトリック・バークレイ（英語版）、イギリスのスポーツライター、元英国フットボール・ライターズ協会（英語版）会長（* 1947年）[208]
- 2月14日 - 渋谷朋夫、日本の実業家、元日本化薬副社長（* 1957年?）[209]
- 2月15日 - 有本明弘、日本の北朝鮮による拉致被害者の親族（* 1928年）[210]
- 2月15日 - 瀬在幸安、日本の心臓外科学者、日本大学名誉教授・元総長（* 1930年）[211]
- 2月15日 - 立松誠信、日本の政治家、元愛知県議会議員（* 1930年?）[212]
- 2月15日 - M・ポール・フリードバーグ、アメリカ合衆国の環境デザイナー、造園家（* 1931年）[213]
- 2月15日 - 木村光一、日本の実業家、元住友商事副社長、元住商情報システム社長（* 1931年?）[214]
- 2月15日（訃報発表日） - ゲルハルト・バウム（英語版、ドイツ語版）、ドイツの弁護士、政治家、元内務相、元連邦議会議員（* 1932年）[215]
- 2月15日 - ヤープ・ファン・デル・ドゥフ（英語版、オランダ語版）、オランダの政治家、元第二院議員、元フリシンゲン市長（* 1934年）[216]
- 2月15日 - 布山徳一、日本の実業家、布山工務店会長（* 1935年?）[217]
- 2月15日 - ジョルジェ・ヌノ・ピント・ダ・コスタ（英語版、ポルトガル語版）、ポルトガルのスポーツ組織幹部、元FCポルト会長、元ポルトガルプロサッカーリーグ会長（* 1937年）[218]
- 2月15日 - 吉岡賢治、日本の政治家、元衆議院議員【日本社会党・民主改革連合所属】（* 1938年）[219]
- 2月15日 - 樫原禅澄、日本の真言宗の僧侶、大僧正、自性院常楽寺住職、元総本山善通寺法主、元真言宗善通寺派管長、元四国八十八ヶ所霊場会総裁（* 1939年）[220]
- 2月15日 - 新垣義夫、日本の神職、普天満宮宮司、元飛衣羽衣カチャーシー大会運営委員長（* 1940年?）[221]
- 2月15日 - ジョージ・アーミテージ（英語版）、アメリカ合衆国の映画監督、脚本家、映画プロデューサー（* 1942年）[222]
- 2月15日 - 大藏吉次郎、日本の狂言師（* 1950年）[223]
- 2月15日 - グラン浜田、日本、メキシコのプロレスラー【新日本プロレス・みちのくプロレス所属】、指導者（* 1950年）[224]
- 2月15日 - 入船亭扇海、日本の落語家【落語協会所属】（* 1952年）[225]
- 2月15日 - 関口満、日本の実業家、ワコールホールディングス執行役員（* 1965年?）[226]
- 2月15日 - ムフシン・ヘンドリックス（英語版、アフリカーンス語版）、南アフリカ共和国のイマーム、LGBTの権利活動家（* 1967年）[227]

## 16日 - 28日

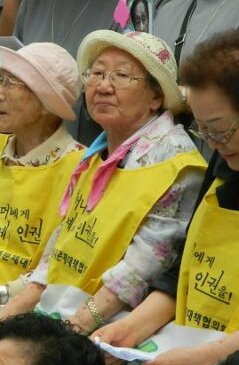
吉元玉（中央）／2月16日没

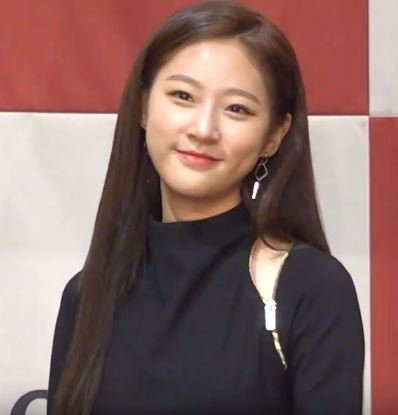
キム・セロン／2月16日没

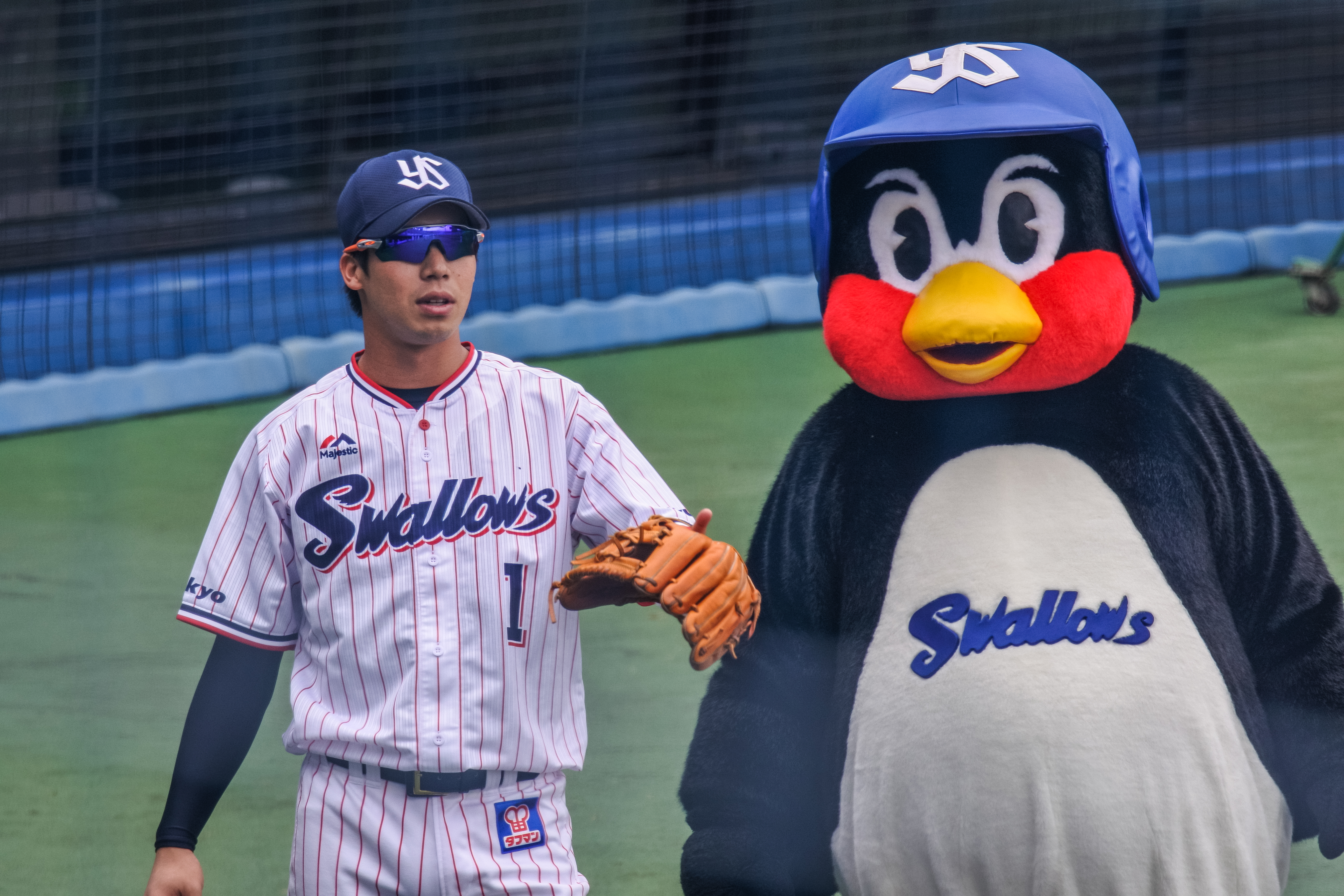
つば九郎（担当スタッフ）（右）／2月16日没

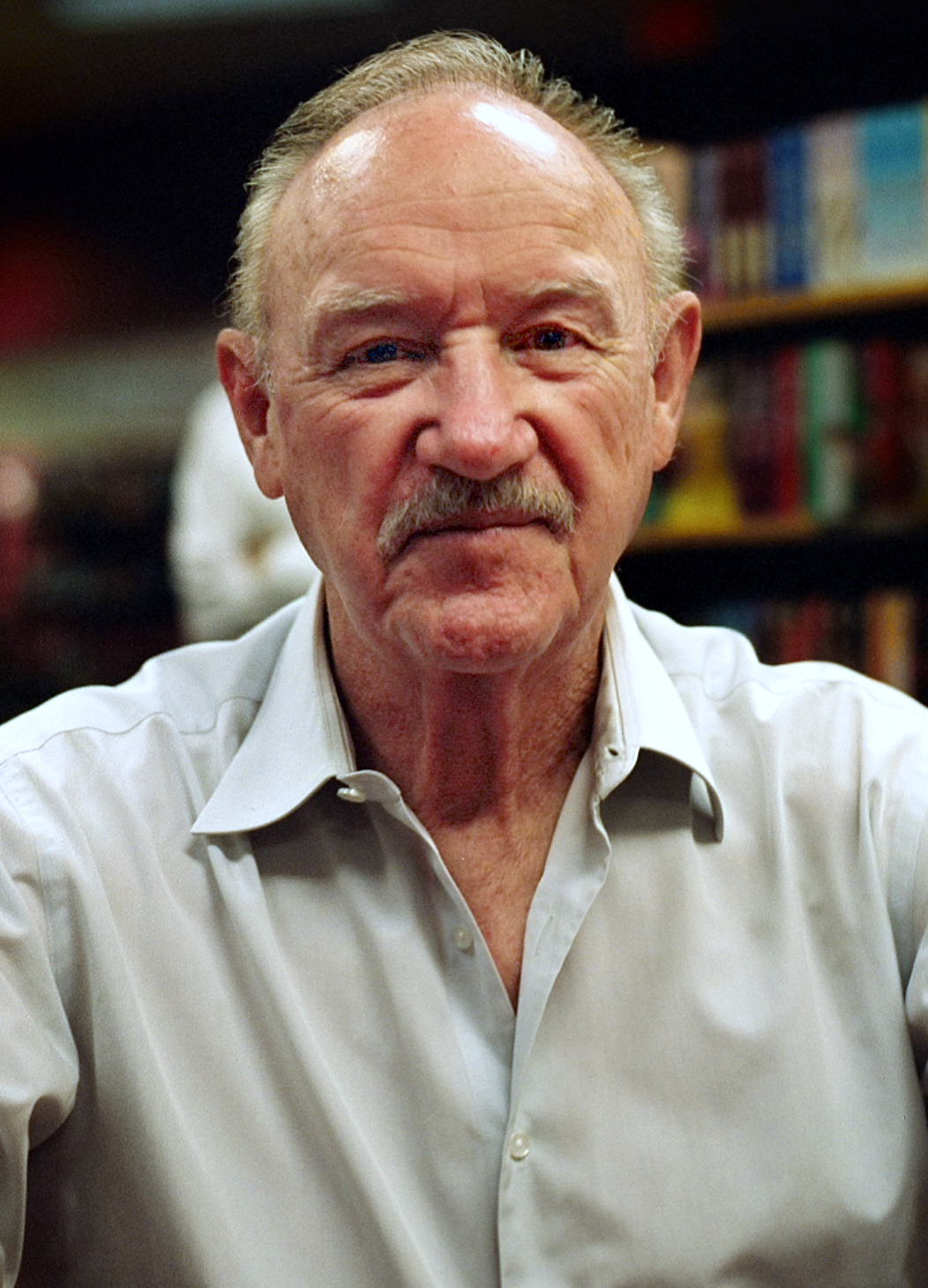
ジーン・ハックマン／2月18日没（死亡推定日）

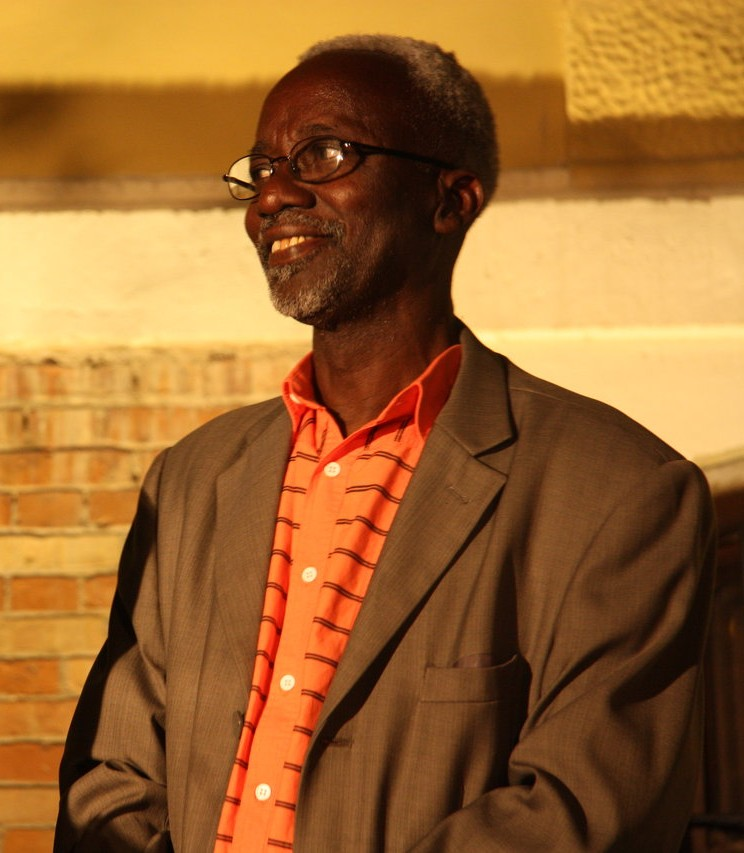
スレイマン・シセ／2月19日没

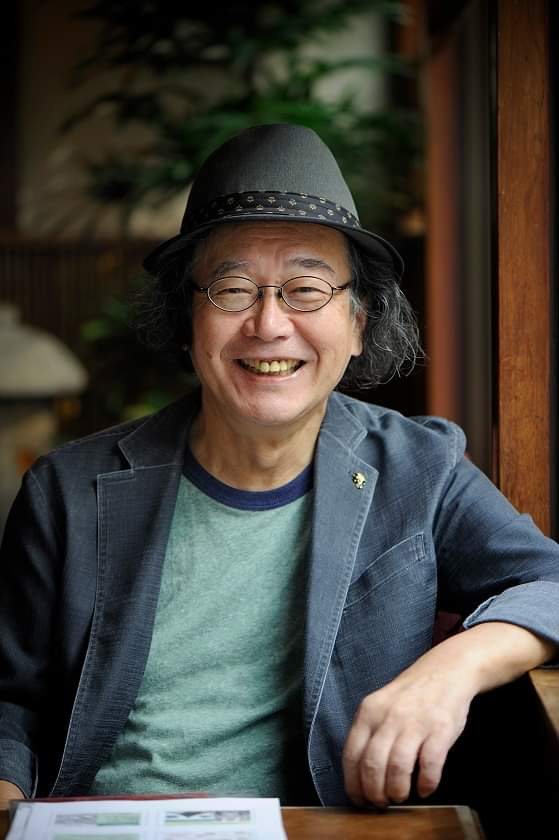
竹谷靱負／2月19日没

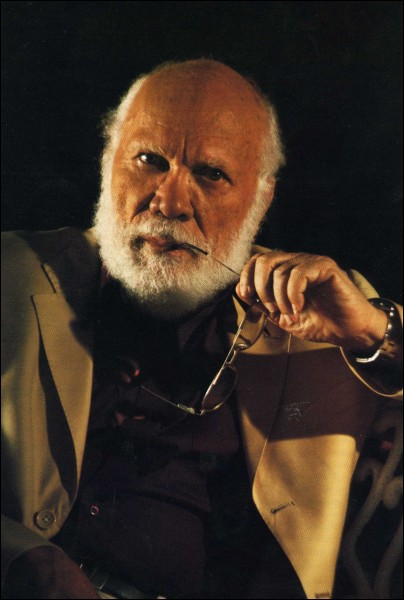
フランク・エチエンヌ／2月20日没

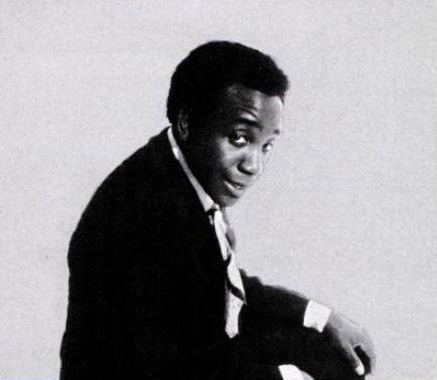
ジェリー・バトラー／2月20日没

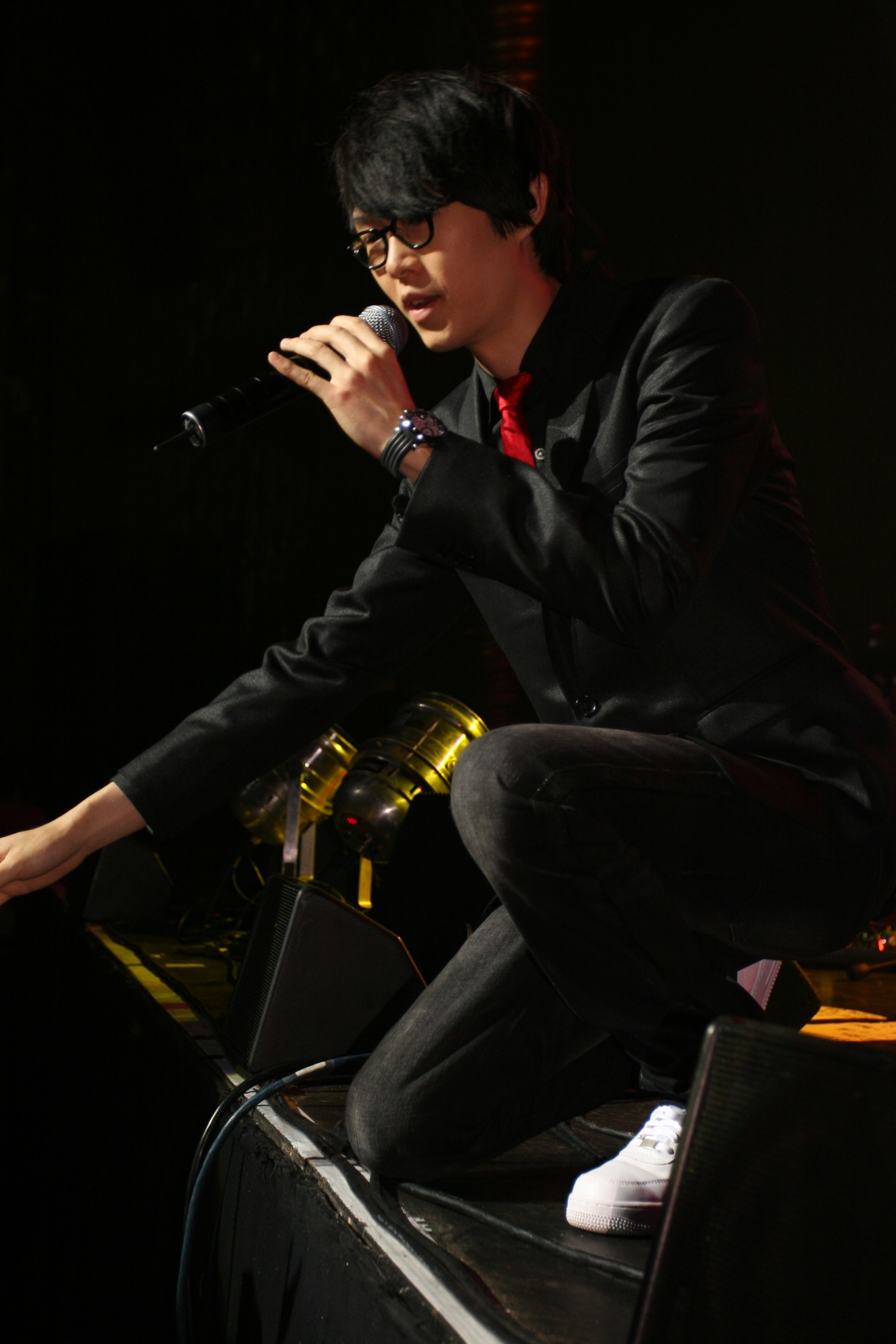
方大同／2月21日没

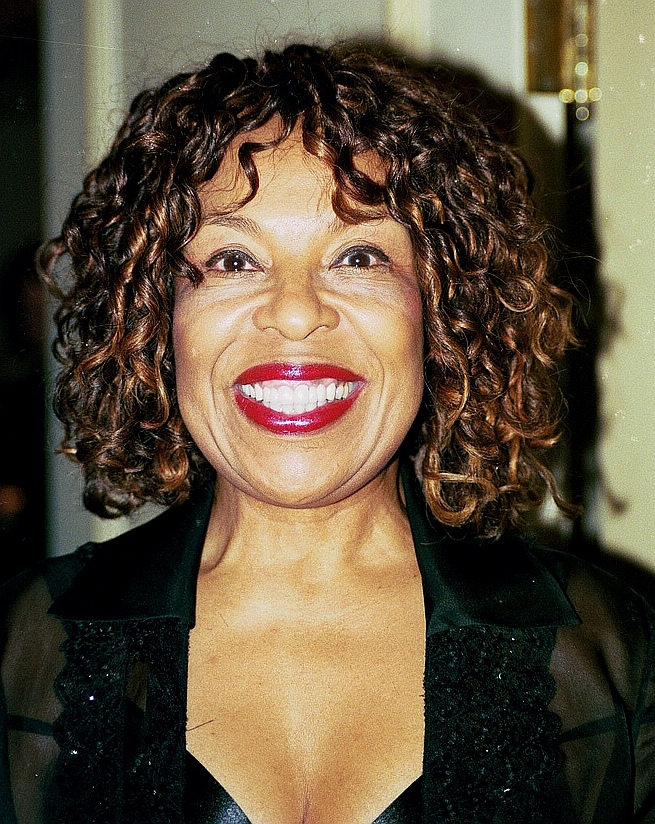
ロバータ・フラック／2月24日没

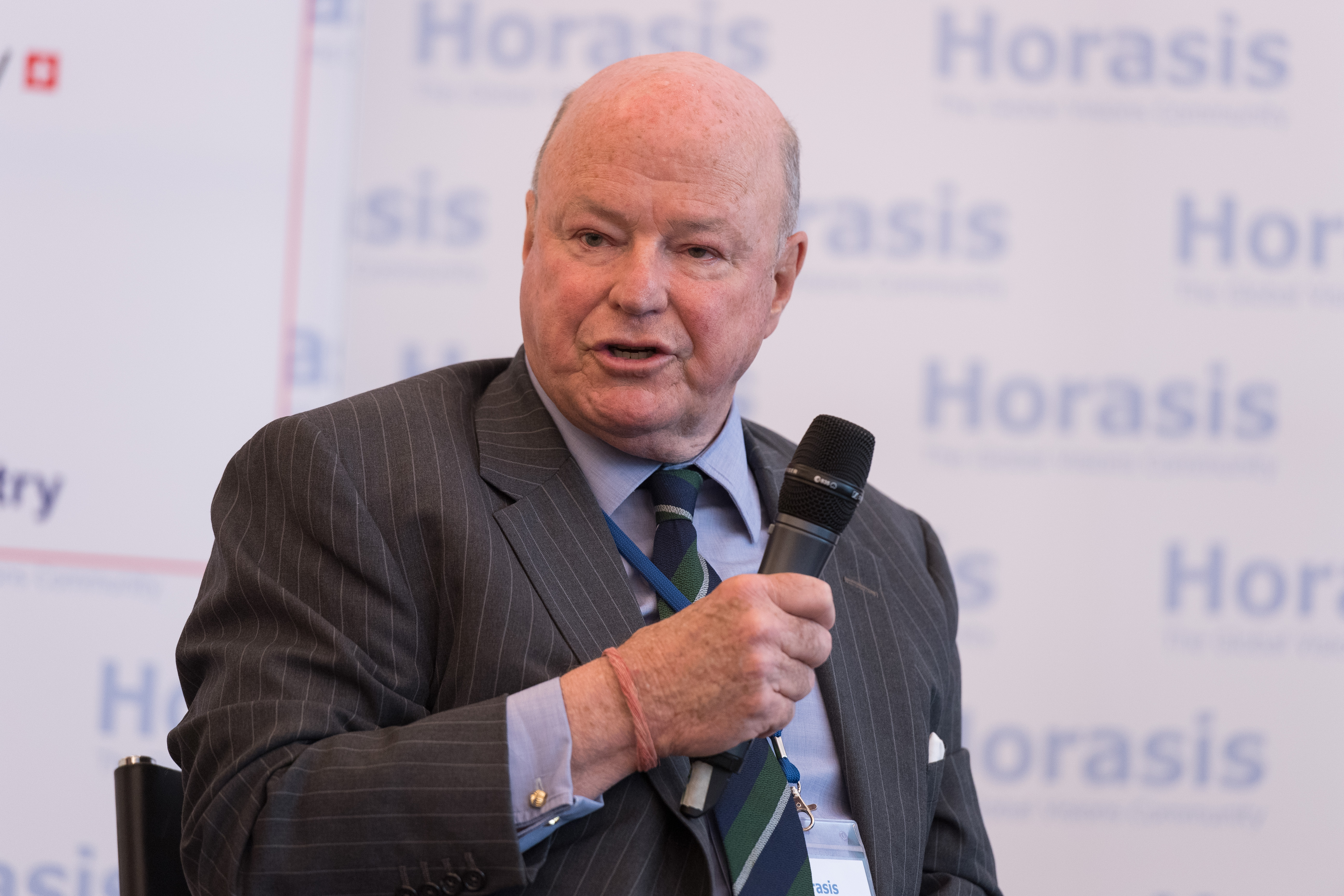
フランク・G・ウィズナー2世／2月24日没

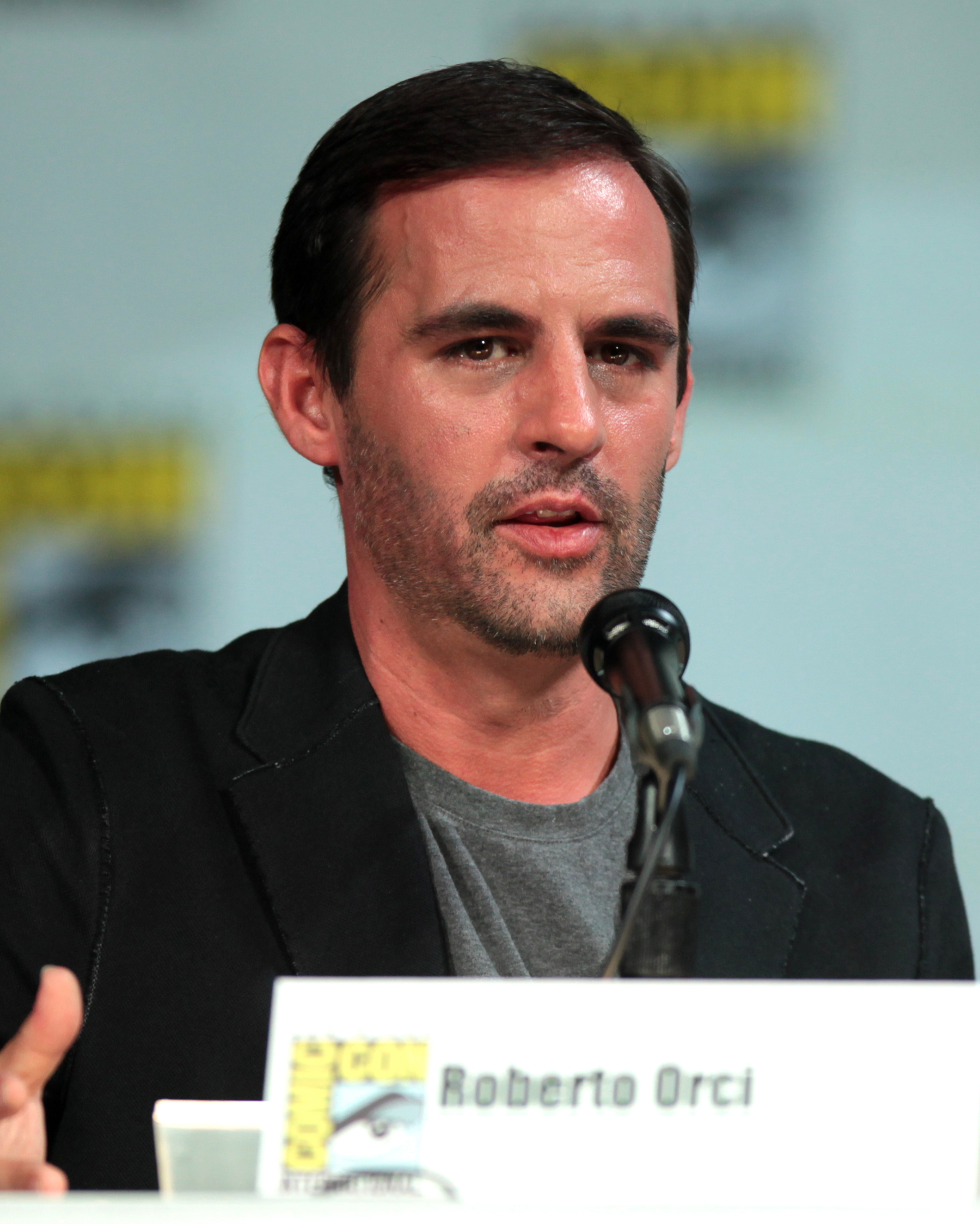
ロベルト・オルシ／2月25日没

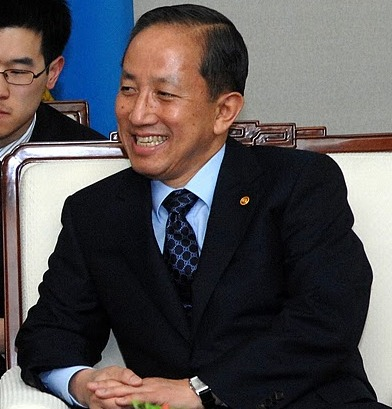
金泰栄／2月26日没

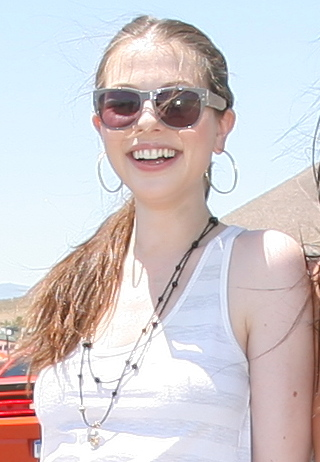
ミシェル・トラクテンバーグ／2月26日没

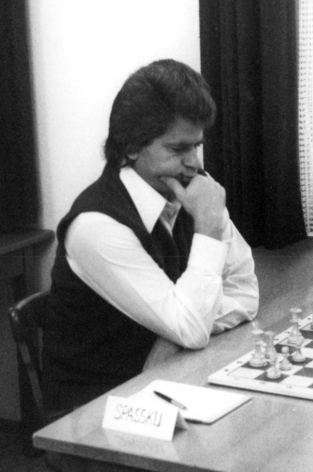
ボリス・スパスキー／2月27日没

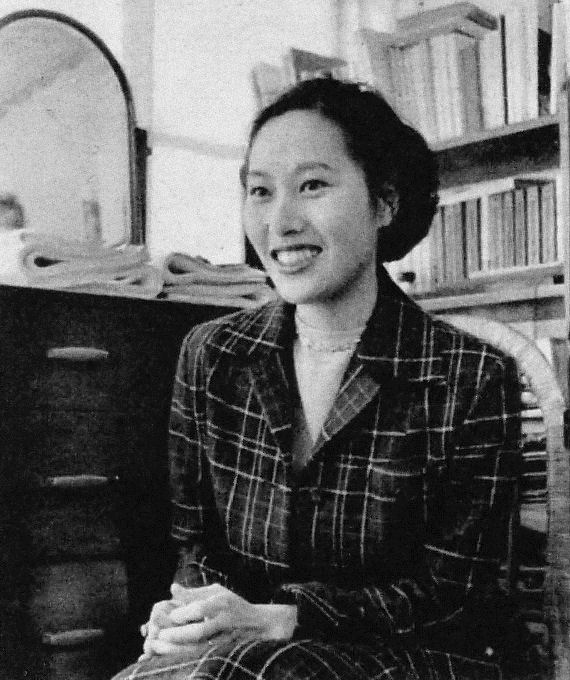
曽野綾子／2月28日没

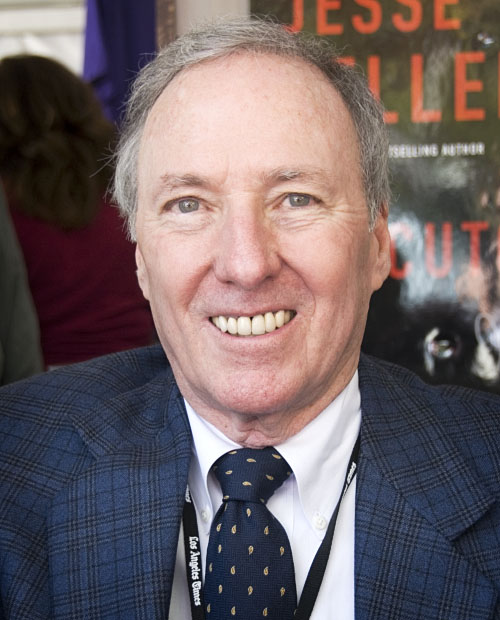
ジョゼフ・ウォンボー／2月28日没

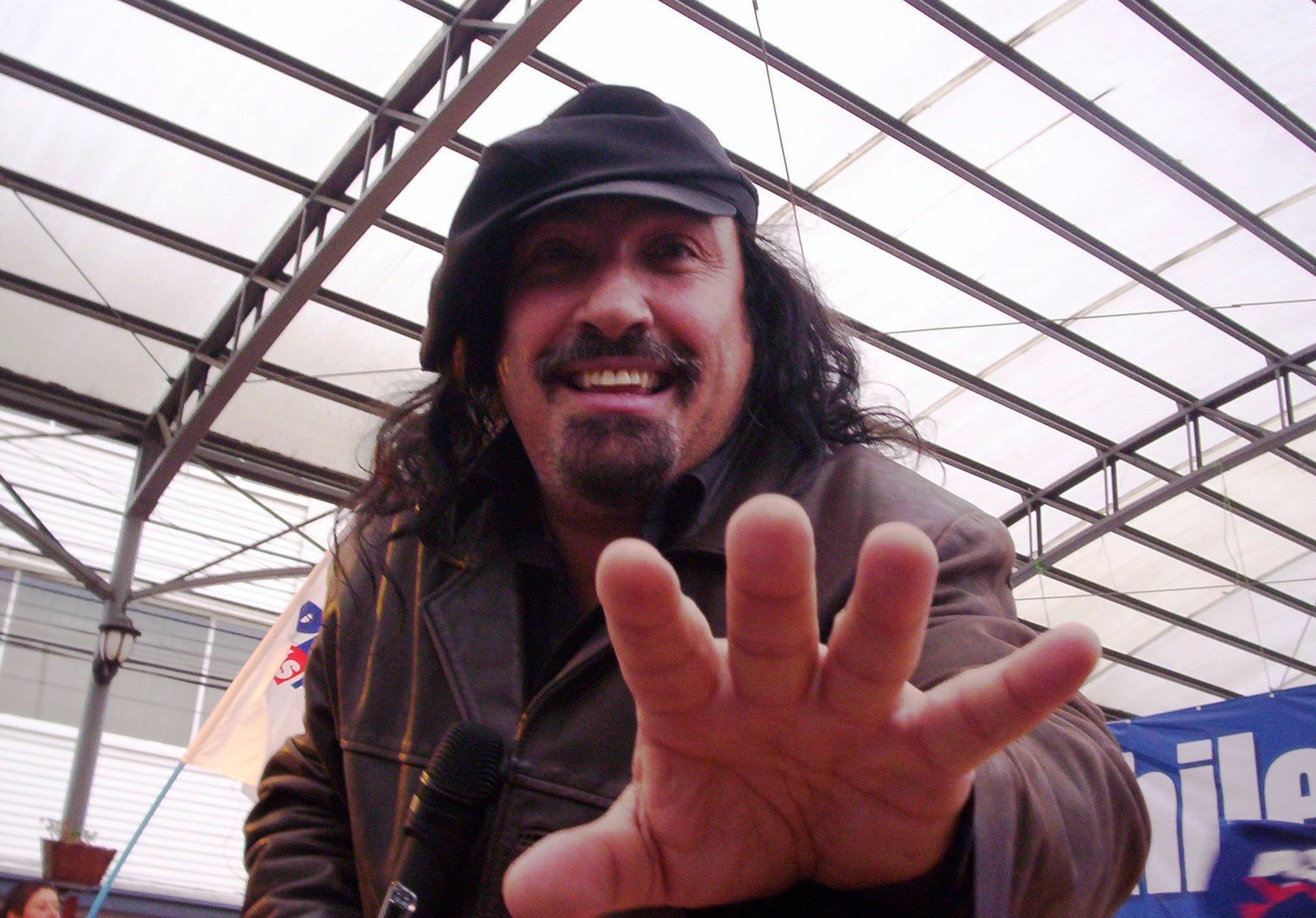
ミゲル・ピニェラ／2月28日没

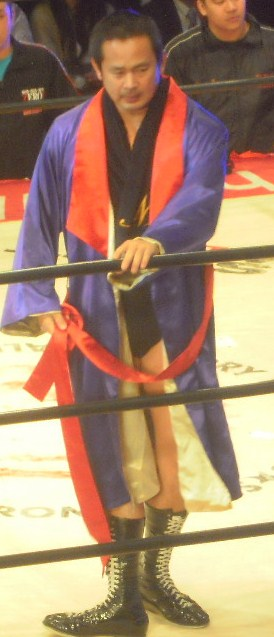
西村修／2月28日没

- 2月16日 - 鄒家華（中国語版）、中華人民共和国の政治家、元中国共産党中央政治局委員、元国務院副総理、元全国人民代表大会常務委員会副委員長（* 1926年）[228]
- 2月16日 - 吉元玉、大韓民国の元慰安婦（* 1928年）[229]
- 2月16日 - 宮脇修、日本の原型師、実業家、海洋堂創業者（* 1928年）[230]
- 2月16日（訃報発表日） - エルシー・ヨハンソン（英語版、スウェーデン語版）、スウェーデンの作家（* 1931年）[231]
- 2月16日 - ヨランダ・モンテス（英語版、スペイン語版）（トンゴレーレ）、アメリカ合衆国出身のメキシコの女優（* 1932年）[232]
- 2月16日 - 若宮修、日本の政治家、元京都市会議員（* 1932年?）[233]
- 2月16日 - ヴラディミール・ヴァーレク、チェコスロバキア、チェコの指揮者（* 1935年）[234]
- 2月16日 - 大澤英雄、日本の元サッカー選手、指導者、学校法人国士舘理事長、国士舘大学名誉教授・元学長・元サッカー部コーチ（* 1936年）[235]
- 2月16日 - チョウ・チン・リー（英語版、フランス語版、中国語版）（周勤麗）、中華民国出身のフランスの作家、ピアニスト（* 1936年）[236]
- 2月16日 - 王世栄（中国語版）、香港の数学者、実業家、香港大学名誉教授、建業実業（中国語版）・漢国置業（中国語版）・建聯集団（中国語版）・建業建栄（中国語版）創業者（* 1938年）[237]
- 2月16日 - 胡家麒（中国語版）、中華民国（台湾）の陸軍軍人、外交官、中華民国陸軍中将、元国防部軍事情報局局長、元陸軍軍官学校校長、元陸軍装甲兵訓練指揮部指揮官、元装甲兵学校校長、元駐ベトナム大使（* 1938年）[238]
- 2月16日（訃報発表日） - ルイス・エスタバ（英語版、スペイン語版）、ベネズエラの元プロボクサー、元世界ボクシング評議会世界ライトフライ級王者（* 1938年）[239]
- 2月16日 - ジュリアン・ホロウェイ（英語版）、イギリスの俳優（* 1944年）[240]
- 2月16日 - オスカル・ルベン・バルデス（英語版、スペイン語版）、アルゼンチン出身のスペインの元プロサッカー選手、指導者、元スペイン代表（* 1946年）[241]
- 2月16日 - 島津幸広、日本の政治家、元衆議院議員【日本共産党所属】、元日本共産党中央委員会委員・静岡県委員会書記長（* 1956年）[242][243]
- 2月16日（訃報発表日） - ヴィクトル・アントノフ（英語版、ブルガリア語版）、ブルガリアのアートディレクター（* 1972年）[244]
- 2月16日 - キム・セロン、大韓民国の女優（* 2000年）[245][246]
- 2月16日 - マイケル・オサリヴァン（英語版）、アイルランドの騎手（* 2000年）[247]
- 2月16日 - （氏名未公表の人物）、東京ヤクルトスワローズ社員、つば九郎の担当スタッフ（* 生年未公表）[248][249]
- 2月17日 - アンドレアス・アクリヴォス（英語版）、ギリシャ出身のアメリカ合衆国の流動学者、化学工学者、流体力学者、ニューヨーク市立大学シティ・カレッジ教授、元スタンフォード大学・カリフォルニア大学バークレー校教員（* 1928年）[250]
- 2月17日 - アントニーヌ・マイエ（英語版、フランス語版）、カナダの小説家、劇作家（* 1929年）[251]
- 2月17日 - 笠原昭二、日本の実業家、元笠原染工社長（* 1931年?）[252]
- 2月17日 - 一ノ瀬綾、日本の作家（* 1932年）[253]
- 2月17日 - フリッツ・ボルケステイン（英語版、オランダ語版）、オランダの政治家、元防衛相、元第二院議員、元欧州委員会域内市場担当委員、元自由民主国民党党首（* 1933年）[254]
- 2月17日 - エディー・フィッシャー（英語版）、アメリカ合衆国の公務員、銀行家、実業家、元プロ野球選手（* 1936年）[255]
- 2月17日 - ジェームズ・ハリソン、オーストラリアの献血者（* 1936年）[256]
- 2月17日 - ジェイミー・ミューア、イギリスの打楽器奏者、僧侶、画家、元「キング・クリムソン」のメンバー（* 1942年）[257]
- 2月17日 - フォルカー・ロート（英語版、ドイツ語版）、ドイツのサッカー審判員（* 1942年）[258]
- 2月17日 - 堀口忠彦、日本の映像作家、アニメーター（* 1943年）[259]
- 2月17日 - パキータ・ラ・デル・バリオ（英語版、スペイン語版）、メキシコの歌手、女優（* 1947年）[260]
- 2月17日 - 唐澤富永、日本の実業家、カラサワ自動車商会社長（* 1949年?）[261]
- 2月17日 - リック・バックラー（英語版）、イギリスのドラマー、元「ザ・ジャム」のメンバー（* 1955年）[262]
- 2月17日 - 九十九森、日本の漫画原作者（* 生年不明）[263]
- 2月17日 - 天羽そあ、日本のアイドル（* 生年不明）[264]
- 2月17日（訃報発表日） - 大月勝、日本の政治家、元三田市議会議員・議長（* 生年不明）[265]
- 2月17日 - 山本知雄、日本の政治家、元山梨県玉穂町長（* 生年不明）[266]
- 2月18日 - ジャック・オージャンドル（英語版、フランス語版）、フランスのスポーツジャーナリスト（* 1925年）[267]
- 2月18日 - マリアン・トゥルスキ（英語版、ポーランド語版）、ポーランドの歴史家、ジャーナリスト、ホロコースト生存者【アウシュヴィッツ強制収容所収容】、国際アウシュヴィッツ委員会（英語版）委員長（* 1926年）[268]
- 2月18日 - 中村正行、日本の歌人（* 1928年）[269]
- 2月18日 - 片桐登（竹本登太夫）、日本の教育者、歌舞伎俳優、大鹿歌舞伎保存会顧問、元大鹿村教育長（* 1928年?）[270]
- 2月18日 - 牧野正幸、日本の実業家、元サンシャインチェーン本部社長（* 1928年?）[271]
- 2月18日 - 姜信沆（朝鮮語版）、大韓民国の朝鮮文学者、訓民正音研究者、成均館大学校名誉教授（* 1930年）[272]
- 2月18日（死亡推定日） - ジーン・ハックマン、アメリカ合衆国の俳優（* 1930年）[273][274]
- 2月18日 - クラウス・ロクシン（英語版、ドイツ語版）、ドイツの法学者、元ゲッティンゲン大学・ミュンヘン大学教授（* 1931年）[275]
- 2月18日 - 長岡剣太郎、日本の実業家、元中越パルプ工業社長（* 1938年?）[276]
- 2月18日 - マリー＝シャンタル・ドマーユ（英語版、フランス語版）、フランスの元フェンシング選手（* 1941年）[277]
- 2月18日 - 堀松雄、日本の政治家、元奈井江町議会議員・議長（* 1944年?）[278]
- 2月18日 - 八百板洋子、日本の作家、翻訳家（* 1946年）[279]
- 2月18日（訃報発表日） - ペトル・マトウシェク（英語版、チェコ語版）、チェコスロバキア、チェコの元ロードサイクリスト（* 1949年）[280]
- 2月18日 - 篠塚恭一、日本の実業家、日本トラベルヘルパー協会会長、エス・ピー・アイ社長（* 1961年）[281]
- 2月18日 - スコット・サウアーベック（英語版）、アメリカ合衆国の元プロ野球選手（* 1971年）[282]
- 2月18日 - キム・ユジュ、大韓民国のヨガ講師（* 1990年）[283]
- 2月19日 - 玉城香代、日本の音楽教育者、琉球箏曲興陽会・琉球古典音楽湛水流保存会・野村流音楽協会師範（* 1926年?）[284]
- 2月19日（訃報発表日） - ジョー・ヘインズ（英語版）、イギリスのジャーナリスト、元ダウニング街報道官（* 1928年）[285]
- 2月19日 - 姚穆（中国語版）、中華人民共和国の紡績材料学者、教育者、元西北紡績工学院（中国語版）院長（* 1930年）[286]
- 2月19日 - フリッツ・コルトハルス・アルテス（英語版、オランダ語版）、オランダの弁護士、政治家、元法務相、元第一院議員・議長、元第二院議員、元自由民主国民党委員長（* 1931年）[287]
- 2月19日 - ニコラス・カステジャノス・フランコ（英語版、スペイン語版）、スペインのカトリック教会の聖職者、パレンシア教区名誉司教（* 1935年）[288]
- 2月19日 - 田川建三、日本の新約聖書の聖書学者、元ザイール国立大学・ストラスブール大学・大阪女子大学教員（* 1935年）[289]
- 2月19日 - 柴田紘一郎、日本の医師（* 1940年）[290]
- 2月19日 - スレイマン・シセ、マリの映画監督（* 1940年）[291]
- 2月19日 - 竹谷靱負（竹谷誠）、日本の教育工学者、情報工学者、富士山研究者、拓殖大学名誉教授（* 1941年）[292]
- 2月19日 - ケント・バーナード（英語版）、トリニダード・トバゴの元短距離走選手、1964年オリンピック銅メダリスト（* 1942年）[293]
- 2月19日 - 皆渡星七、日本の陸上競技選手【青山学院大学陸上競技部所属】（* 2004年）[294]
- 2月20日（訃報発表日） - イルカ・クーシスト（英語版、フィンランド語版）、フィンランドの作曲家、指揮者、編曲家、芸術監督（* 1933年）[295]
- 2月20日 - フランク・エチエンヌ、ハイチの詩人、小説家、劇作家、画家、知識人（* 1936年）[296]
- 2月20日 - 上間正吉、日本の漁業協同組合幹部、政治家、元沖縄市漁業協同組合長、元沖縄市議会議員（* 1936年?）[297]
- 2月20日 - 桑島郁夫、日本の実業家、元日本製紙専務（* 1939年?）[298]
- 2月20日 - ジェリー・バトラー、アメリカ合衆国のソウルミュージックのシンガーソングライター、実業家、政治家、元クック郡議会議員、「インプレッションズ」の元メンバー（* 1939年）[299][300]
- 2月20日 - 白井捷一、日本の政治家、元北海道長万部町長（* 1939年）[301]
- 2月20日 - デイヴィッド・ボーレン（英語版）、アメリカ合衆国の政治家、元オクラホマ州知事、元上院議員、元オクラホマ州議会下院議員、元オクラホマ大学総長（* 1941年）[302]
- 2月20日 - ジョージ・M・シェルドリック、イギリス、ドイツの結晶学者、元ゲッティンゲン大学教授（* 1942年）[303]
- 2月20日 - エヴァン・ウィリアムズ（英語版）、イギリスの元サッカー選手（* 1943年）[304]
- 2月20日 - ピーター・ジェイソン（英語版）、アメリカ合衆国の俳優（* 1944年）[305]
- 2月20日（訃報発表日） - キエル・ラスムッセン（英語版、デンマーク語版）、デンマークの元射撃選手、1980年オリンピック金メダリスト（* 1954年）[306]
- 2月20日 - 江夏義昭（リールベルト）、日本のeスポーツ選手【リーグ・オブ・レジェンド】、指導者、スポーツ解説者（* 生年不明）[307]
- 2月21日 - 沈世傑（中国語版）、中華民国（台湾）の魚類学者、元台湾大学教授（* 1926年）[308]
- 2月21日（訃報発表日） - ハワージャ・シャムスッディーン・アジーミー（英語版、ウルドゥー語版）、パキスタンのウラマー、アジーミーア（英語版）・タリーカの指導者（* 1927年）[309]
- 2月21日 - イオアン・ジェームズ（英語版）、イギリスの数学者、ホモトピー理論研究者、オックスフォード大学名誉教授（* 1928年）[310]
- 2月21日 - クリント・ヒル、アメリカ合衆国のシークレットサービスの警護員（* 1932年）[311]
- 2月21日 - 友藤雄彦、日本の政治家、元加西市議会議員・議長（* 1934年?）[312]
- 2月21日 - 高橋政吉、日本の教育者、元北上市立黒沢尻北小学校校長（1936年または1937年）[313]
- 2月21日 - 桂中岳（中国語版）、中華人民共和国の政治家、元全国人民代表大会代表、元陝西省人民代表大会常務委員会副主任、元中国民主同盟陝西省委員会主任委員・中央委員会常務委員、元西安建築科技大学（中国語版）副学長、元西安冶金建築学院（中国語版）教員・教務処副処長（* 1938年）[314]
- 2月21日 - エリック・ペテルセン（英語版、デンマーク語版）、デンマークの元ローイング競技選手、1964年オリンピック金メダリスト（* 1939年）[315]
- 2月21日 - 杜国清（英語版、中国語版）、中華民国（台湾）出身のアメリカ合衆国の比較文学者、台湾文学者、カリフォルニア大学サンタバーバラ校教授（* 1941年）[316]
- 2月21日（訃報発表日） - グウェン・マクレエ、アメリカ合衆国のソウルミュージック・ディスコ歌手（* 1943年）[317]
- 2月21日 - ビル・フェイ（英語版）、イギリスのシンガーソングライター（* 1943年）[318]
- 2月21日（訃報発表日） - リン・マリー・スチュアート（英語版）、アメリカ合衆国の女優（* 1946年）[319]
- 2月21日 - 七代目桂才賀、日本の落語家【落語協会所属】、元海上自衛官（* 1950年）[320]
- 2月21日 - ブレンダン・マクファーレン（英語版）、イギリスのアイルランド共和派活動家、元受刑者、アイルランド共和軍暫定派メンバー（* 1951年）[321]
- 2月21日 - 加藤世紀、日本の実業家、コルグ代表取締役社長（* 1957年）[322]
- 2月21日 - ヘルベルト・メルティン（英語版、ドイツ語版）、ドイツの政治家、ラインラント＝プファルツ州司法相、ラインラント＝プファルツ州議会議員（* 1958年）[323]
- 2月21日（訃報発表日） - セシリア・ステイェ・キロー（英語版、スウェーデン語版）、スウェーデンの実業家、作家、政治家、元文化相、元ティンブロ（英語版）代表（* 1959年）[324]
- 2月21日 - 方大同、アメリカ合衆国出身の香港の歌手、ミュージシャン（* 1983年）[325]
- 2月22日 - 山下彰一、日本の経済学者、広島大学名誉教授（* 1938年）[326]
- 2月22日 - ジョルディ・マリネ・タレス（英語版、スペイン語版、カタルーニャ語版）、スペインの元ロードサイクリスト、政治家、元カンブリルス第一副市長、元カンブリルス市議会議員（* 1941年）[327]
- 2月22日 - 神長勲、日本の行政法学者、青山学院大学名誉教授（* 1941年?）[328]
- 2月22日（訃報発表日） - ジャンニ・ペッテナーティ（英語版、イタリア語版）、イタリアの歌手、音楽評論家（* 1945年）[329]
- 2月22日 - 八丁地隆、日本の実業家、元日立製作所副社長（* 1947年）[330]
- 2月22日 - 清水展、日本の文化人類学者、京都大学名誉教授（* 1951年）[331]
- 2月22日 - 諸橋磯光、日本の実業家、元昭和タクシー社長・会長、元飯田川町・潟上市商工会長（* 1951年?）[332]
- 2月23日 - ターニン・クライウィチエン（英語版、タイ語版）、タイの裁判官、法学者、政治家、元首相、元最高裁判所（英語版）判事・所長、元枢密院顧問官・議長代行、元チュラーロンコーン大学教授（* 1927年）[333]
- 2月23日 - ラリー・ドーラン（英語版）、アメリカ合衆国の弁護士、実業家、クリーブランド・ガーディアンズ（元クリーブランド・インディアンズ）のオーナー（* 1931年）[334][335]
- 2月23日 - ロバート・エドワード・モークマス（英語版）、アメリカ合衆国の元プロ野球選手（* 1931年）[336]
- 2月23日（訃報発表日） - ハンス・ファン・デン・ブルック（英語版、オランダ語版）、オランダの政治家、元外相、元第二院議員、元欧州委員会委員（* 1936年）[337]
- 2月23日 - 永井利幸、日本の政治家、元北海道議会議員（* 1942年）[338]
- 2月23日 - 折元立身（ドイツ語版）、日本の現代美術家（* 1946年）[339]
- 2月23日 - 鈴木孝幸、日本の実業家、元矢場とん社長（* 1947年）[340]
- 2月23日 - ジャン・ジョンソン（英語版）、アメリカ合衆国の元棒高跳選手、1972年オリンピック銅メダリスト（* 1950年）[341]
- 2月23日 - 仲本政國、日本のジャズ・ピアニスト、作曲家（* 1950年?）[342]
- 2月23日 - グレグ・ホーゲン、アメリカ合衆国の元プロボクサー、元国際ボクシング連盟世界ライト級王者・世界ボクシング機構世界スーパーライト級王者（* 1960年）[343]
- 2月24日 - ホセフィーナ・ビジャロボス・パラモ（英語版、スペイン語版）、アメリカ合衆国出身のコロンビア、エクアドルの看護師、元エクアドルファーストレディ【シクスト・ドゥラン＝バジェン（英語版）第37代大統領夫人】（* 1924年）[344]
- 2月24日 - 岡村勲、日本の弁護士、新全国犯罪被害者の会代表幹事、全国犯罪被害者の会創設者、元日本弁護士連合会副会長、元第一東京弁護士会会長（* 1929年）[345]
- 2月24日 - 鄭守一、中華人民共和国出身の朝鮮民主主義人民共和国、大韓民国の歴史学者、シルクロード研究者、外交官、元工作員【朝鮮労働党対外情報調査部所属】、元受刑者、元平壌国際関係大学（朝鮮語版）・平壌外国語大学・檀国大学校教授（* 1934年）[346]
- 2月24日 - 如澤寬、日本の政治家、元新潟県中之口村長、元中之口村教育長、元巻北小学校校長（* 1934年?）[347]
- 2月24日 - 周懿嫻（中国語版）、中華人民共和国の元バスケットボール選手、指導者（* 1934年）[348]
- 2月24日 - 中村和臣、日本の元プロ野球選手【大阪タイガース・阪神タイガース所属】（* 1935年）[349]
- 2月24日 - 重岡建治、日本の彫刻家（* 1936年）[350]
- 2月24日 - ロバータ・フラック、アメリカ合衆国のポップ・R&B歌手（* 1937年）[351]
- 2月24日 - フランク・G・ウィズナー2世、アメリカ合衆国の外交官、政治家、元軍備管理・国際安全保障担当国務次官、元駐ザンビア・エジプト・フィリピン・インド大使（* 1938年）[352]
- 2月24日 - 広瀬崇子、日本の政治学者、国際関係学者、南アジア政治・外交研究者、元専修大学教授、元原子力委員会委員（* 1948年）[353]
- 2月24日 - ピート・ファン・カトワイク（英語版、オランダ語版）、オランダの元ロードサイクリスト（* 1950年）[354]
- 2月24日（訃報発表日） - クリス・ジャスパー（英語版）、アメリカ合衆国のソウルミュージックのキーボーディスト、ソングライター、「アイズレー・ブラザーズ」の元メンバー（* 1951年）[355]
- 2月24日 - 広畑裕一郎、日本の政治家、廿日市市議会議員・副議長（* 1960年?）[356]
- 2月24日 - 楊文欣（中国語版）、中華民国（台湾）の実業家、政治家、元立法委員、元台湾省議会議員・副議長（* 1962年）[357]
- 2月24日 - フミ・キタハラ（英語版）、アメリカ合衆国のアニメスタジオ広報担当者（* 1968年）[358]
- 2月24日 - ケヴィン・ブラスウェル、アメリカ合衆国の元プロバスケットボール選手、指導者【宇都宮ブレックスヘッドコーチ】（* 1979年）[359]
- 2月24日 - 岸本梓、日本のタレント、モデル、ラジオパーソナリティ（* 1985年）[360]
- 2月24日 - 心臓ウリン、日本のアイドル、「マザリ」のメンバー（* 生年不明）[361]
- 2月25日 - ロン・ドラッパー（英語版）、南アフリカ共和国の元クリケット選手、元同国代表（* 1926年）[362]
- 2月25日 - カジミェシュ・ロマニュク（英語版、ポーランド語版）、ポーランドのカトリック教会の聖職者、聖書学者、翻訳家、レジスタンス運動家、元ワルシャワ・プラガ（英語版）教区司教、元ワルシャワ大司教区補佐司教、元ワルシャワ首都圏高等神学校（ポーランド語版）・ワルシャワカトリックアカデミー（ポーランド語版）学長、元ワルシャワ大学・ルブリンカトリック大学（英語版）教員（* 1927年）[363]
- 2月25日 - ジェニファー・ジョンストン（英語版）、アイルランドの小説家、劇作家（* 1930年）[364]
- 2月25日 - 馬仲才（中国語版）、中華人民共和国の政治家、元山東省人民代表大会常務委員会副主任、元中国共産党山東省委員会副書記・徳州地区委員会書記、元萊蕪鋼鉄廠（中国語版）廠長、元山東工学院（中国語版）教員（* 1933年）[365]
- 2月25日 - ラドシュ・フェレンツ（英語版、ハンガリー語版）、ハンガリーのピアニスト、音楽教育者、元リスト・フェレンツ音楽大学教員（* 1934年）[366]
- 2月25日 - 佐藤壽一、日本の政治家、元新潟県下田村長・三条市長職務執行者、元下田村議会議員・議長（* 1935年?）[367]
- 2月25日 - 洪善基（朝鮮語版）、大韓民国の公務員、政治家、元牙山郡守・大田直轄市長・忠清南道知事・大田広域市長、元牧園大学校（朝鮮語版）・韓南大学校（朝鮮語版）・大田大学校・韓国教員大学校教員（* 1936年）[368]
- 2月25日 - 斎藤友紀雄、日本の臨床心理学者、神学者、自殺予防活動家、元社会福祉法人いのちの電話事務局長・常務理事、元日本いのちの電話連盟常務理事、元日本自殺予防学会理事長、元青少年健康センター会長（* 1936年）[369]
- 2月25日 - 朱樹勲（中国語版）、中華民国（台湾）の心臓外科医、元亜東記念病院（中国語版）院長、元台湾大学教授（* 1937年）[370]
- 2月25日 - ベルナール・ブロシャン（英語版、フランス語版）、フランスの実業家、政治家、元国民議会議員、元カンヌ市長、元パリ・サンジェルマンFC会長（* 1938年）[371]
- 2月25日 - 村田健、日本の実業家、ムラタ会長（* 1939年?）[372]
- 2月25日 - 米川正利、日本のヒュッテ運営者、山岳ガイド、八ヶ岳山岳ガイド協会名誉会長、元黒百合ヒュッテ主人（* 1942年）[373]
- 2月25日 - ズオン・キー・アイン（ベトナム語版）、ベトナムの詩人、編集者、元ティエンフォン新聞（英語版）編集長、元ミス・ベトナム（英語版）組織委員会委員長・審査委員長（* 1948年）[374]
- 2月25日（訃報発表日） - フランク・ディンヘネン（オランダ語版）、ベルギーのテレビ司会者、歌手、俳優、コラムニスト（* 1950年）[375]
- 2月25日 - ミハイル・ワシリエフ（英語版、ロシア語版）、ソビエト連邦、ロシアの元ハンドボール選手、元ソビエト連邦代表、1988年オリンピック金メダリスト（* 1961年）[376]
- 2月25日（訃報発表日） - コーバーン・ファー（英語版）、カナダのボーカリスト、「アナイアレイター」の元メンバー（* 1962年）[377]
- 2月25日 - ロベルト・オルシ、メキシコ出身のアメリカ合衆国の脚本家、テレビプロデューサー（* 1973年）[378]
- 2月26日 - コリー・フレーケン（英語版、オランダ語版）、オランダのチェスプレーヤー（* 1928年）[379][380]
- 2月26日 - ジェームズ・ロックハート、イギリスの指揮者、音楽監督（* 1930年）[381]
- 2月26日 - 乾晴美、日本の政治家、元参議院議員【民主改革連合所属】、元科学技術政務次官（* 1934年）[382]
- 2月26日 - 趙法箴（中国語版）、中華人民共和国の水産学者、中国水産科学研究院（中国語版）黄海水産研究所名誉所長（* 1935年）[383]
- 2月26日 - 伊奈彦定、日本の教育者、画家、作家、元豊橋市立松山小学校・岩西小学校校長、元豊橋交響楽団理事長、元とよはし市電を愛する会会長（* 1935年）[384]
- 2月26日 - アニケ・アグバジェ＝ウィリアムズ（英語版、ヨルバ語版）、ナイジェリアのニュースキャスター（*1936年）[385]
- 2月26日 - 文昌洙、大韓民国の公務員、政治家、元光州市長・全羅南道知事、元忠清南道副知事（* 1937年）[386]
- 2月26日 - ジョゼフ・バーンズ（英語版）、アメリカ合衆国の天体力学者、惑星科学者、コーネル大学名誉教授・元副プロヴォスト（* 1941年）[387]
- 2月26日 - モニカ・シュテッター＝ルンディ（英語版、ドイツ語版）、ドイツの女優（* 1942年）[388]
- 2月26日 - 宇佐美洋二朗、日本の政治家、元秋田市議会議員・副議長（* 1943年?）[389]
- 2月26日（訃報発表日） - リス・ニルヘイム（英語版、スウェーデン語版）、スウェーデンの女優（* 1944年）[390]
- 2月26日（訃報発表日） - ヨハン・ピルクナー（英語版、ドイツ語版）、オーストリアの元プロサッカー選手、元同国代表（* 1946年）[391]
- 2月26日 - ピエール・ジョリス（英語版、ルクセンブルク語版）、ルクセンブルク出身のアメリカ合衆国の作家、詩人、翻訳家、元ニューヨーク州立大学オールバニ校教授（* 1946年）[392]
- 2月26日 - 柳根粲（朝鮮語版）、大韓民国のジャーナリスト、ニュースキャスター、政治家、元国会議員（*1949年）[393]
- 2月26日 - 金泰栄、大韓民国の陸軍軍人、政治家、元国防部長官、元合同参謀本部（朝鮮語版）作戦本部長・議長、元首都防衛司令部・陸軍第1野戦軍司令官、元韓民高等学校（朝鮮語版）理事長（* 1949年）[394]
- 2月26日 - 吉村洋、日本の政治家、長崎県議会議員・副議長（* 1956年?）[395]
- 2月26日（遺体発見日） - ベッツィ・アラカワ（英語版）、アメリカ合衆国のピアニスト（* 1959年）[273][274]
- 2月26日 - 道添明子、日本の料理研究家（* 1959年?）[396]
- 2月26日 - ミシェル・トラクテンバーグ、アメリカ合衆国の女優（* 1985年）[397]
- 2月26日 - 国弘よう子、日本の映画評論家、ラジオパーソナリティ（* 生年不明）[398]
- 2月27日 - ポール・L・マイヤー（英語版）、アメリカ合衆国のルーテル教会の聖職者、古代史学者、作家、西ミシガン大学名誉教授、元ミズーリ・シノッド（英語版）副会長（* 1930年）[399]
- 2月27日 - 胡之光（中国語版）、中華人民共和国の警察官僚、政治家、元公安部副部長・規律検査委員会書記・政治部主任、元中央政法幹部学校（中国語版）教員・学長秘書、元中央人民公安学院（中国語版）教員（* 1930年）[400]
- 2月27日 - 崔永喆、大韓民国のジャーナリスト、政治家、元副総理、元逓信部・労働部・統一院長官、元国会議員・副議長（* 1935年）[401]
- 2月27日 - マイケル・プリース（英語版）、アメリカ合衆国の映画監督、テレビディレクター、脚本家（* 1936年）[402]
- 2月27日 - ボリス・スパスキー、ソビエト連邦、ロシアのチェスプレーヤー、グランドマスター（* 1937年）[403]
- 2月27日 - 山内ジョージ、日本の漫画家、文字絵作家（* 1940年）[404]
- 2月27日 - 甲元眞之、日本の考古学者、熊本大学名誉教授（* 1944年）[405]
- 2月27日 - 牧島功、日本の政治家、元神奈川県議会議員・議長、元横須賀市議会議員（* 1944年）[406]
- 2月27日 - ラリー・タニモト（英語版）、アメリカ合衆国の地方公務員、政治家、元ハワイ郡長（* 1945年）[407]
- 2月27日 - メロディ・ビーティー（英語版）、アメリカ合衆国の作家（* 1948年）[408]
- 2月27日 - 枝元なほみ、日本の料理研究家（* 1955年）[409]
- 2月27日 - カン・ミョンジュ（朝鮮語版）、大韓民国の女優（* 1971年）[410]
- 2月27日 - 李岩（中国語版）、中華人民共和国の外交官、駐コンゴ民主共和国大使（* 1972年）[411]
- 2月27日（訃報発表日） - ハビエル・ドラド（英語版、スペイン語版）、スペインの元プロサッカー選手（* 1977年）[412]
- 2月28日 - 三枝安茂、日本の政治家、元埼玉県春日部市長、元春日部市議会議員・議長（* 1928年）[413]
- 2月28日 - 曽野綾子、日本の小説家、エッセイスト、元日本財団会長（* 1931年）[414][415]
- 2月28日 - 汪懋華（中国語版）、中華人民共和国の農業工学者、教育者、中国農業大学教授、元北京農業工程大学副学長（* 1932年）[416]
- 2月28日 - 池田正之、日本の衛生学者、東北大学名誉教授（* 1932年?）[417]
- 2月28日 - 大高霧海、日本の俳人、弁護士、元国際俳句協会会長（* 1933年?）[418]
- 2月28日（訃報発表日） - ジョージ・フェルデンクレイス、キューバ出身のアメリカ合衆国の実業家、ペリー・エリス・インターナショナル（英語版）会長・共同創業者（* 1935年）[419]
- 2月28日 - アラン・グレ、フランスのイラストレーター、作家（* 1936年）[420]
- 2月28日 - 相沢邑憲、日本の実業家、元河北新報社常務（* 1936年?）[421]
- 2月28日 - 大橋俊二、日本の政治家、元静岡県裾野市長（* 1936年）[422]
- 2月28日 - ジョゼフ・ウォンボー、アメリカ合衆国の作家、元ディテクティブ（* 1937年）[423]
- 2月28日 - モハメド・ベン・アイサー（英語版、アラビア語版）、モロッコの外交官、政治家、元外相・文化相、元代議院（英語版）議員、元アシラー市長、元駐アメリカ合衆国大使（* 1937年）[424]
- 2月28日 - 相沢光哉、日本の実業家、政治家、元宮城県議会議員・議長、元仙台市議会議員、元神道政治連盟宮城県本部議員連絡協議会会長、元宮城縣護國神社崇敬者総代、元仙台市神社総代会会長（* 1938年）[425]
- 2月28日 - 張恩祥（中国語版）、中華人民共和国の政治家、元龍山区長・渾江市長、元遼源市副市長、元全国人民代表大会代表、元吉林省人民代表大会常務委員会副主任、元白山市人民代表大会常務委員会主任、元中国共産党吉林省委員会組織部常務副部長・白山市委員会書記・渾江市委員会副書記・龍山区委員会副書記・遼源市委員会常務委員（* 1942年）[426]
- 2月28日 - ヌーレッディーン・ハシェード（アラビア語版、フランス語版）、チュニジアの外交官、政治家、元労働相、元マフディア県知事、元アラブ連盟副事務局長、元駐ベルギー・アルジェリア・アフリカ統一機構・国際連合ジュネーブ事務局・イタリア・日本大使（* 1944年）[427]
- 2月28日 - 竹田とし子、日本の反原発活動家、大間原発訴訟の会代表（* 1948年?）[428]
- 2月28日 - デイヴィッド・ジョハンセン（英語版）、アメリカ合衆国のシンガーソングライター、元「ニューヨーク・ドールズ」のメンバー（* 1950年）[429]
- 2月28日 - ミゲル・ピニェラ、チリのミュージシャン、パブ経営者（* 1954年）[430]
- 2月28日 - 吉田文司（中尾文昭）、日本の人形浄瑠璃文楽の人形遣い（* 1956年?）[431]
- 2月28日 - 余華英（中国語版）、中華人民共和国の連続誘拐犯、人身売買犯、死刑囚（* 1963年）[432]
- 2月28日 - 西村修、日本のプロレスラー【新日本プロレス・無我ワールドプロレスリングなど所属】、政治家、文京区議会議員（* 1971年）[433]
- 2月28日 - ルカ・マノラケ（英語版、ルーマニア語版）、ルーマニアのサッカー選手（* 2005年）[434]

## 没日不明
- 2月上旬 - ウィリアム・ブラウダー（英語版）、アメリカ合衆国の数学者、プリンストン大学名誉教授、元アメリカ数学会会長（* 1934年）[435]
- 2月上旬? - 板垣瑞生、日本の俳優、元アイドル、「M!LK」の元メンバー（* 2000年）[436][437]
- 2月中 - 山下壽一、日本の玉露生産者、現代の名工（* 1934年?）[438]
- 2月中? - 呉斌（中国語版）、香港の弁護士、元個人資料私隠専員（中国語版）（* 生年不明）[439]